# Museu do Lago Malawi
O museu do Lago Malawi é um museu no Lago Malawi no Malawi . Ele está localizado perto do memorial da Vitória do Reino Unido perto da ponte Bakili Muluzi , na cidade de Mangochi, distrito de Mangochi, dentro do Região Sul do Malawi.

## Galeria

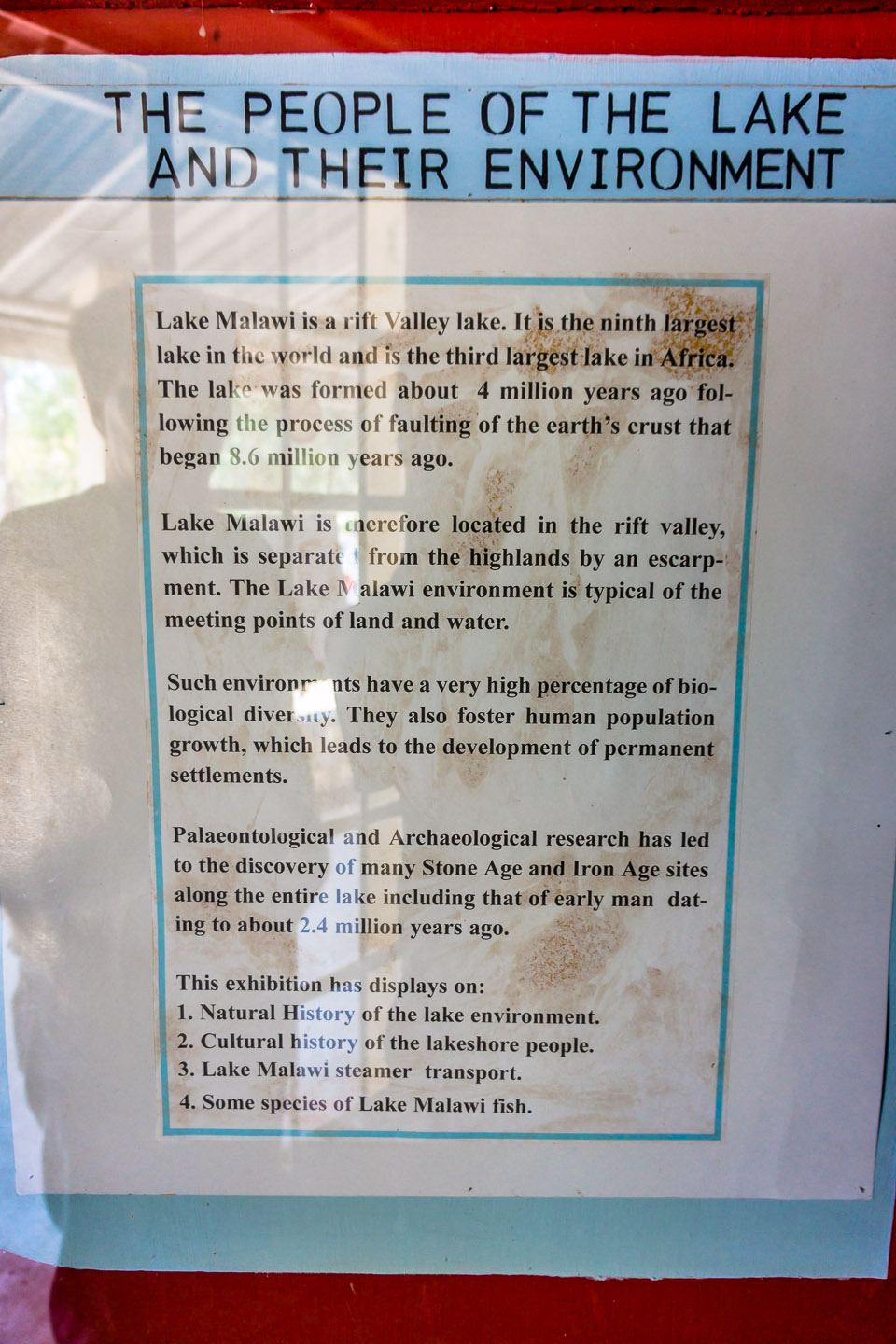
Introdução ao povo da região do Lago Malawi (como visto da entrada no Museu do Lago Malawi)
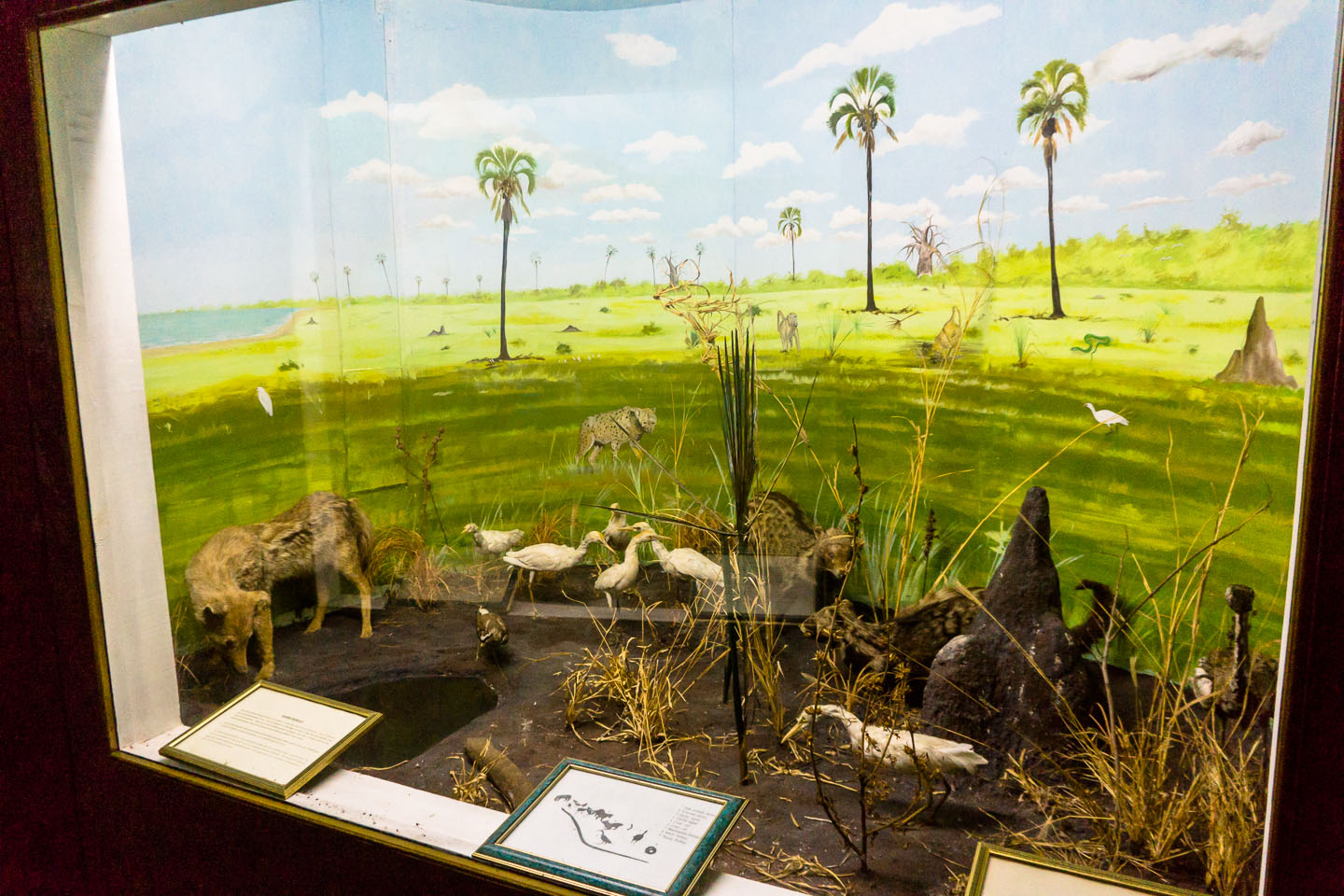
Mamíferos da exposição da área do Lago Malawi
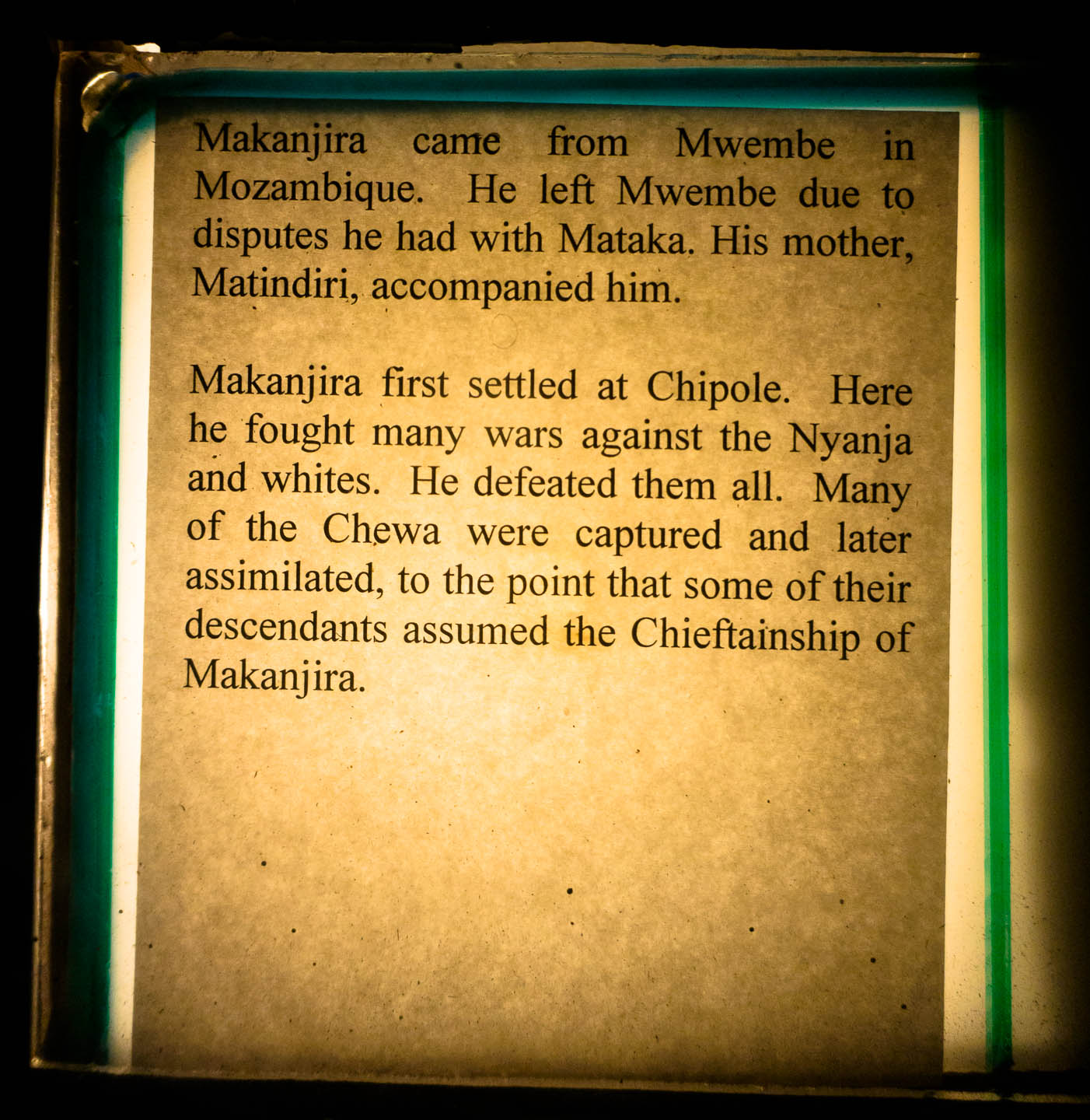
História do povo Yao (1)
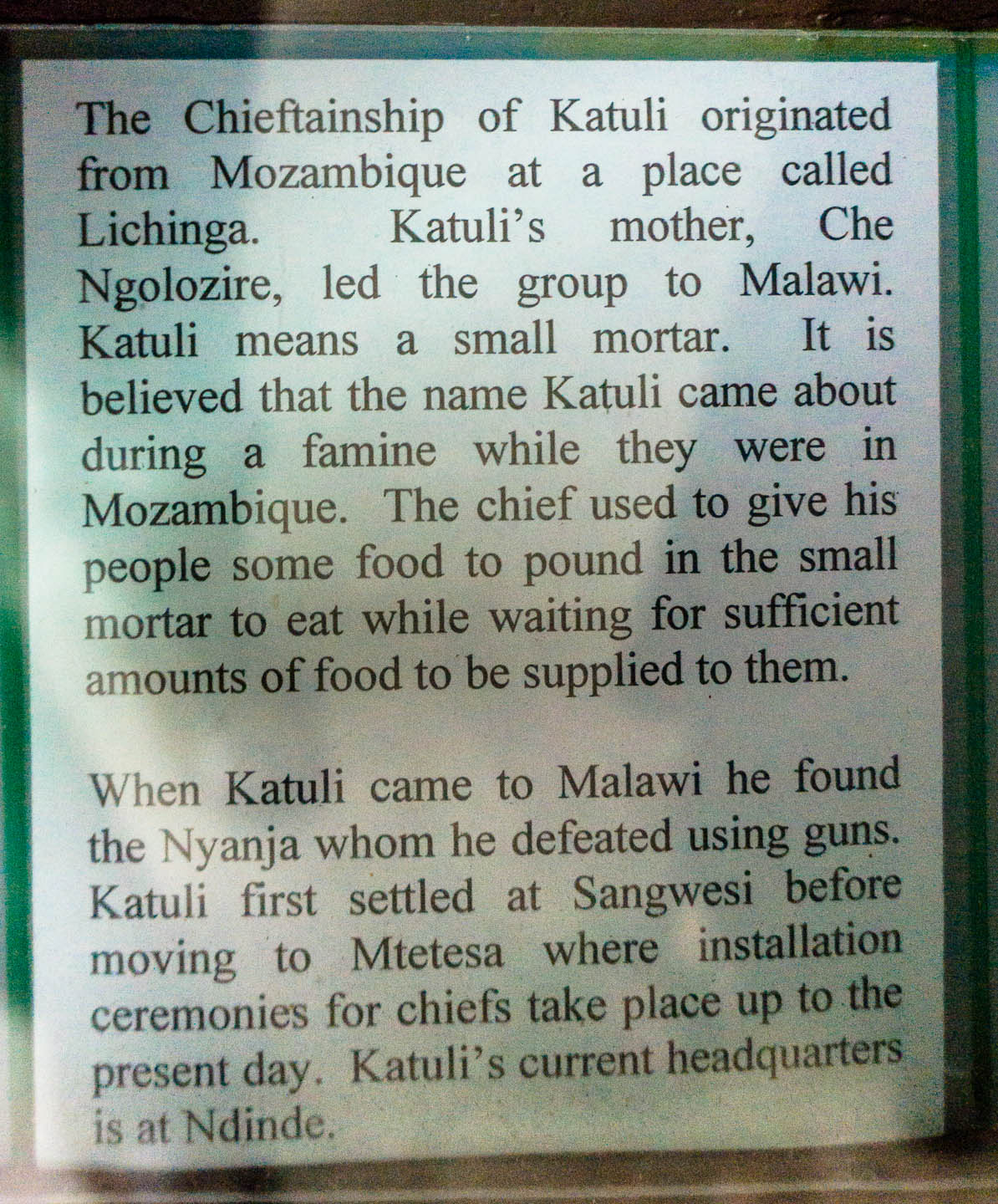
História do povo Yao (2)
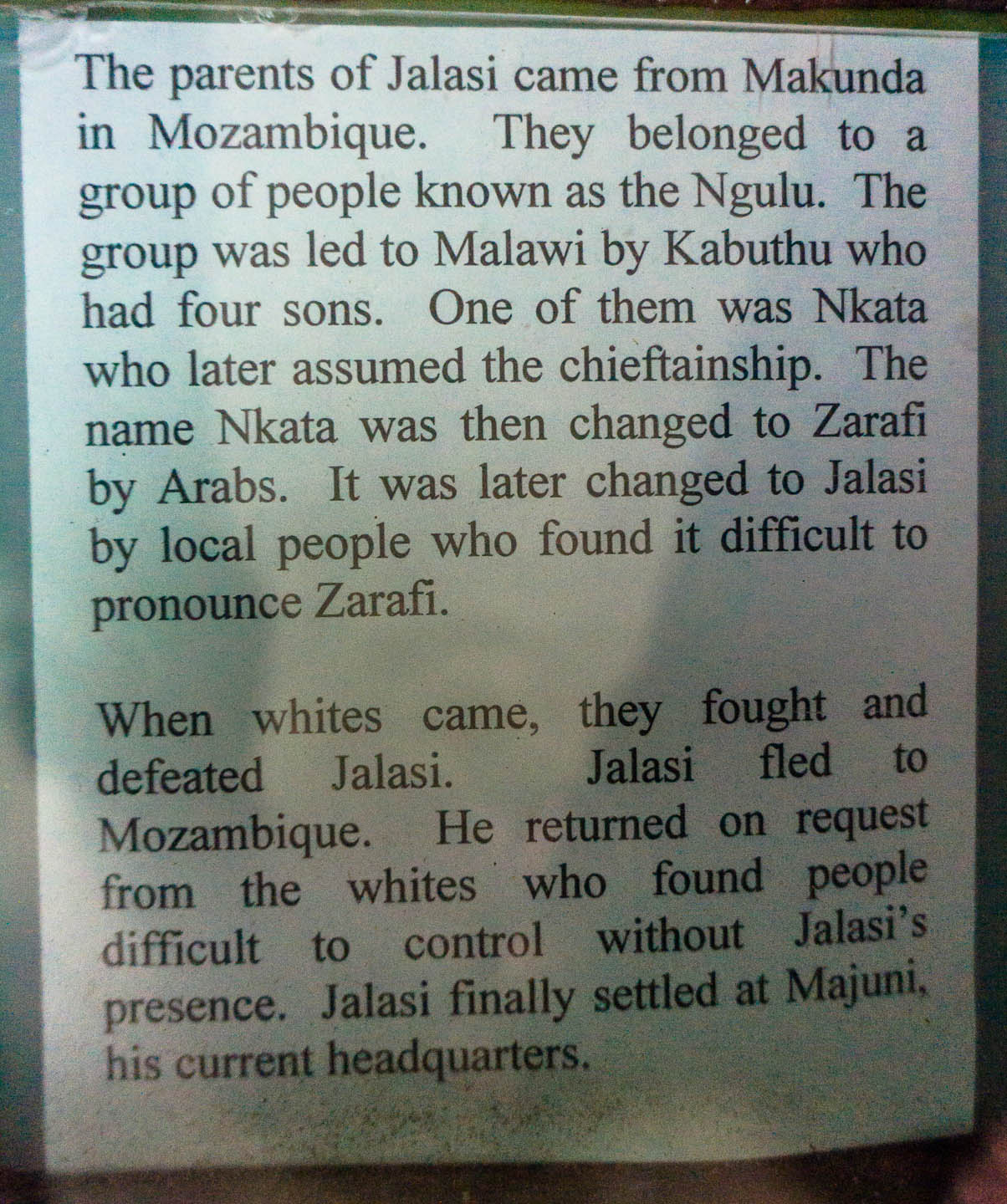
História do povo Yao (3)
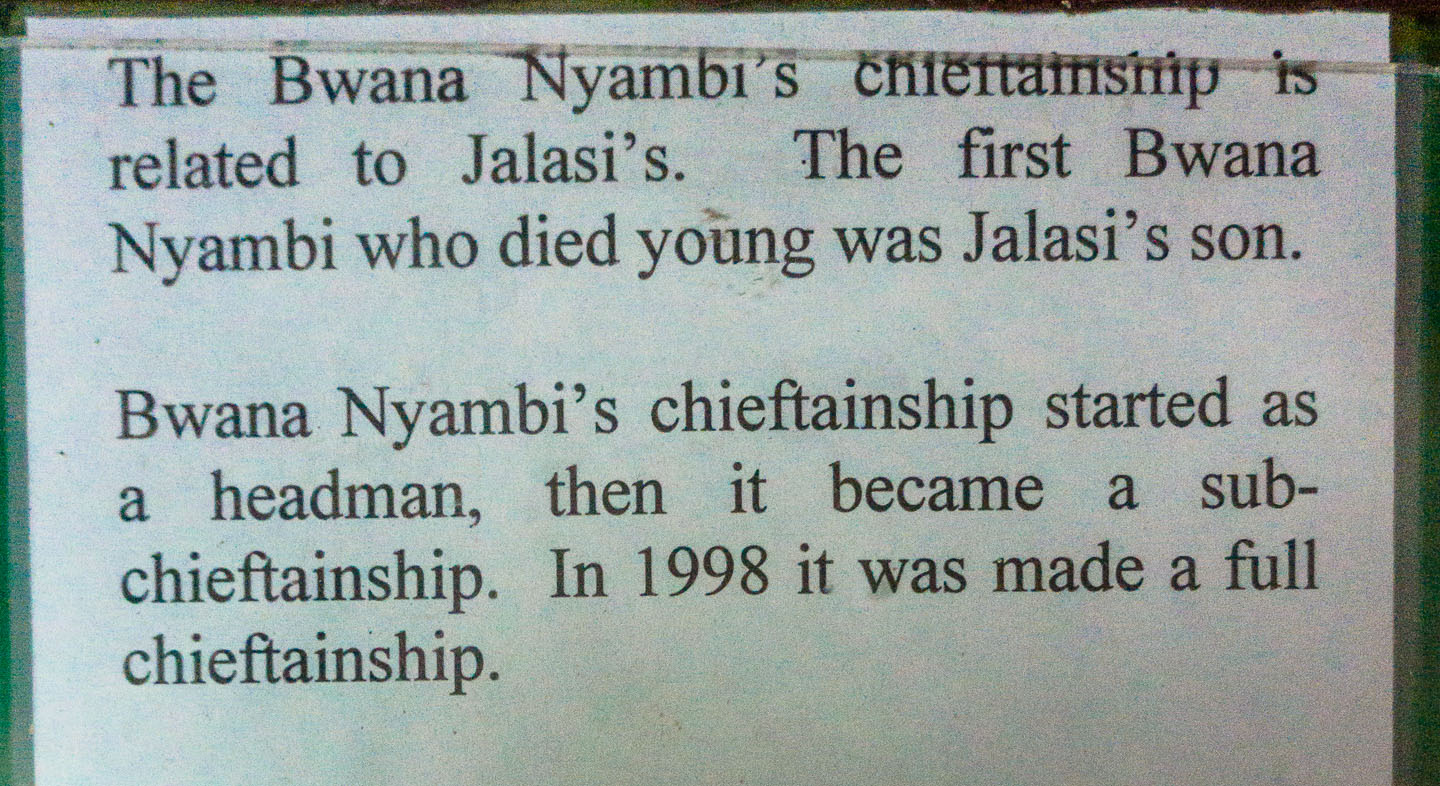
História do povo Yao (4)
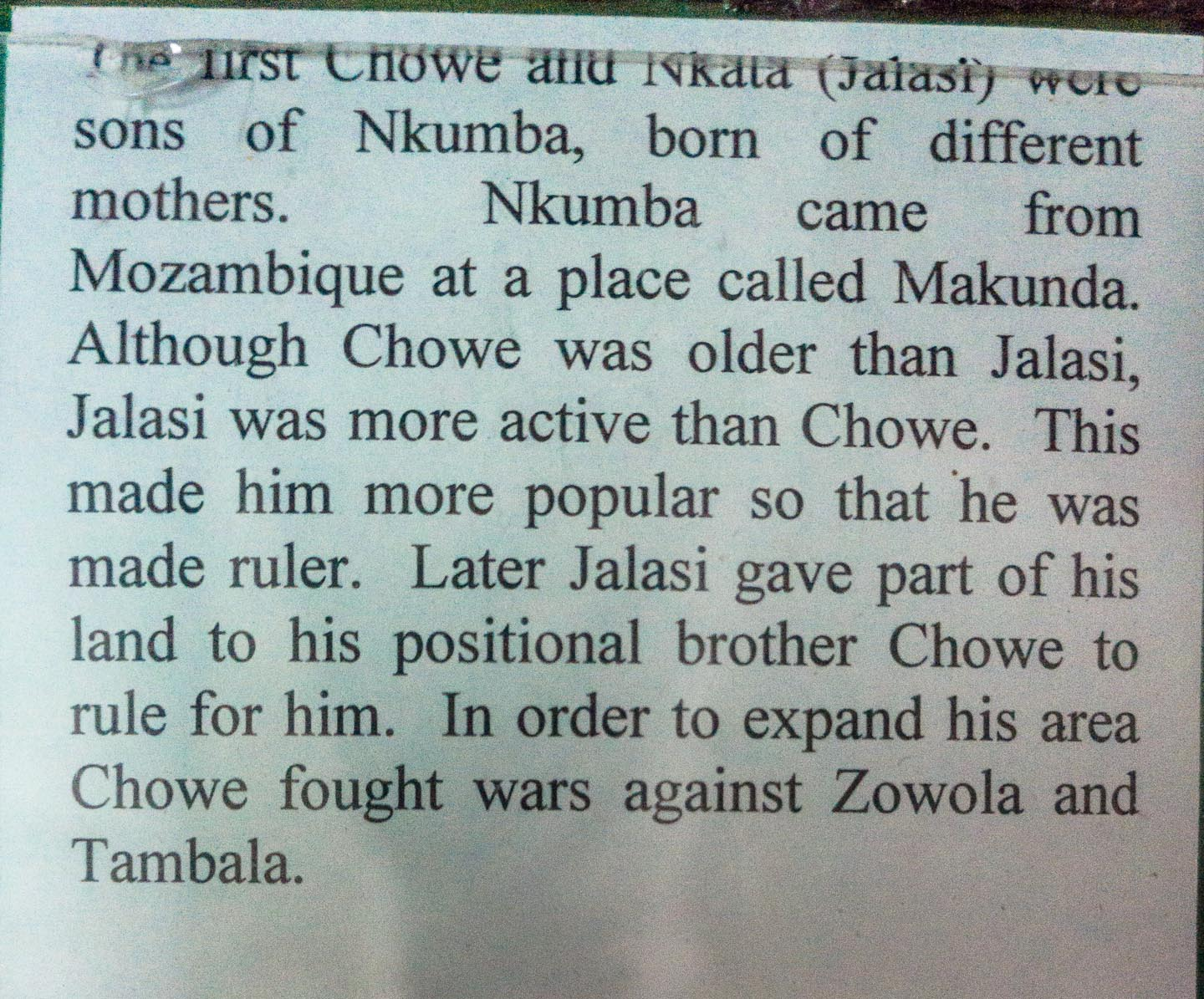
História do povo Yao (5)
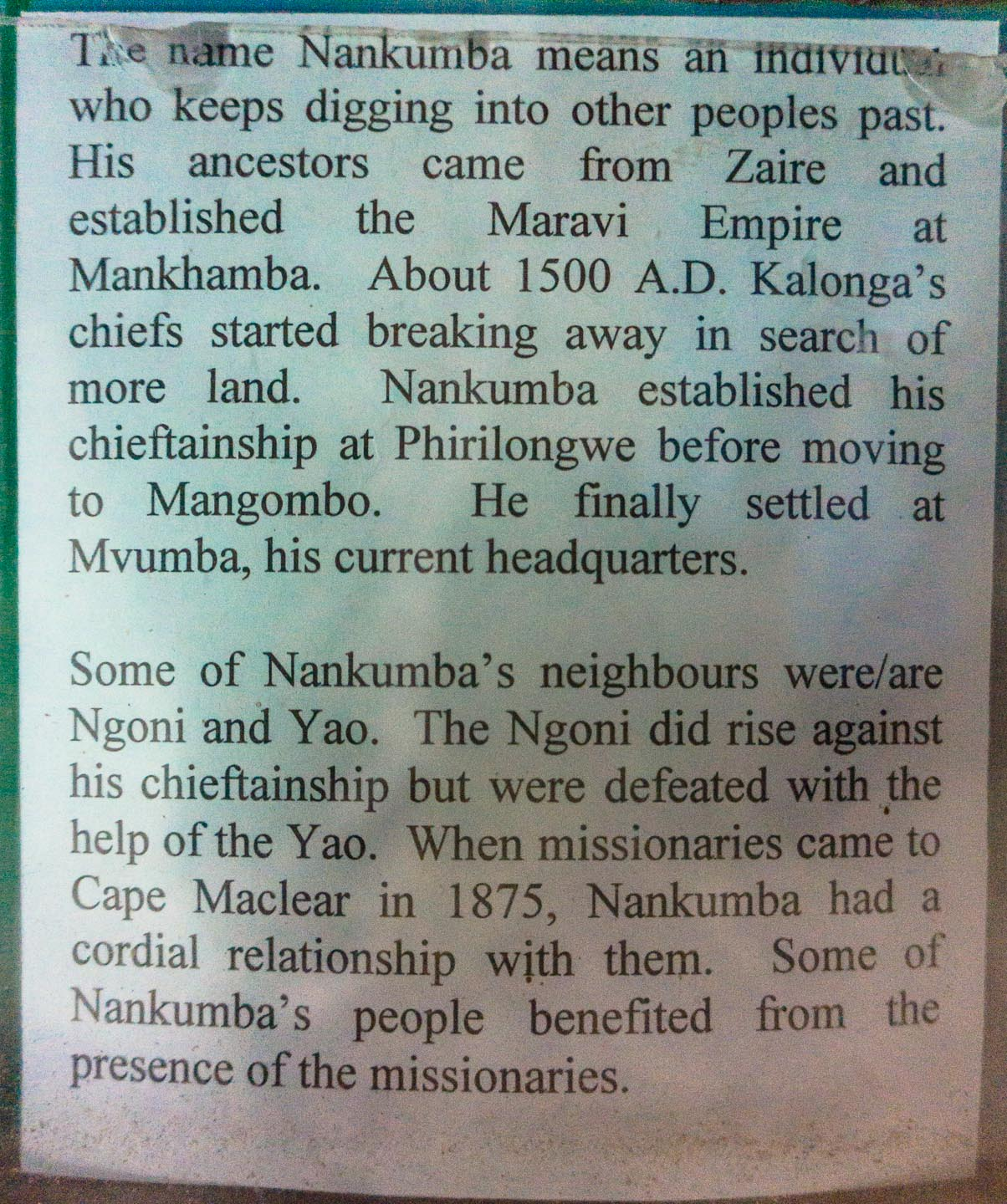
História do povo Yao (6)
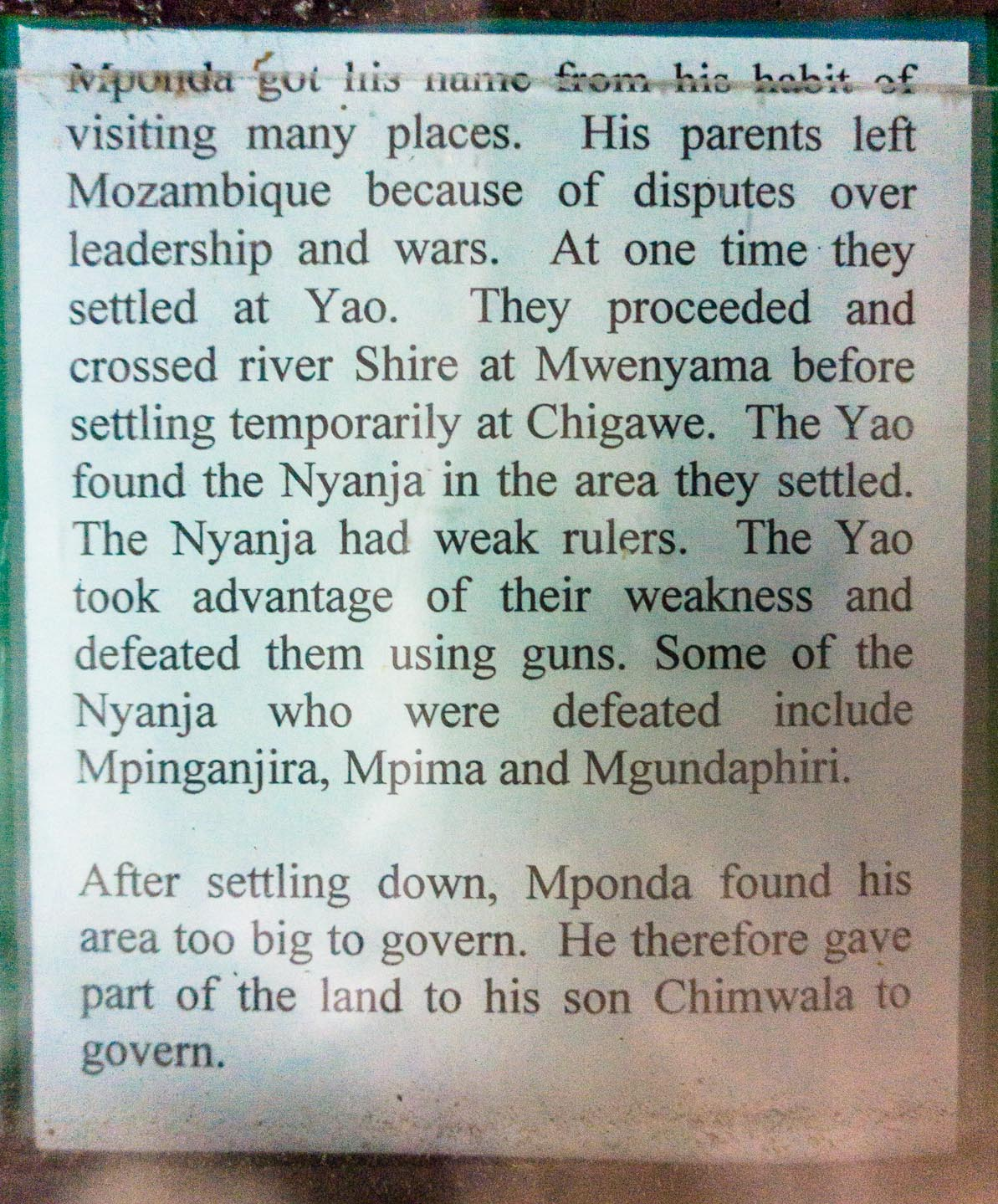
História do povo Yao (7)
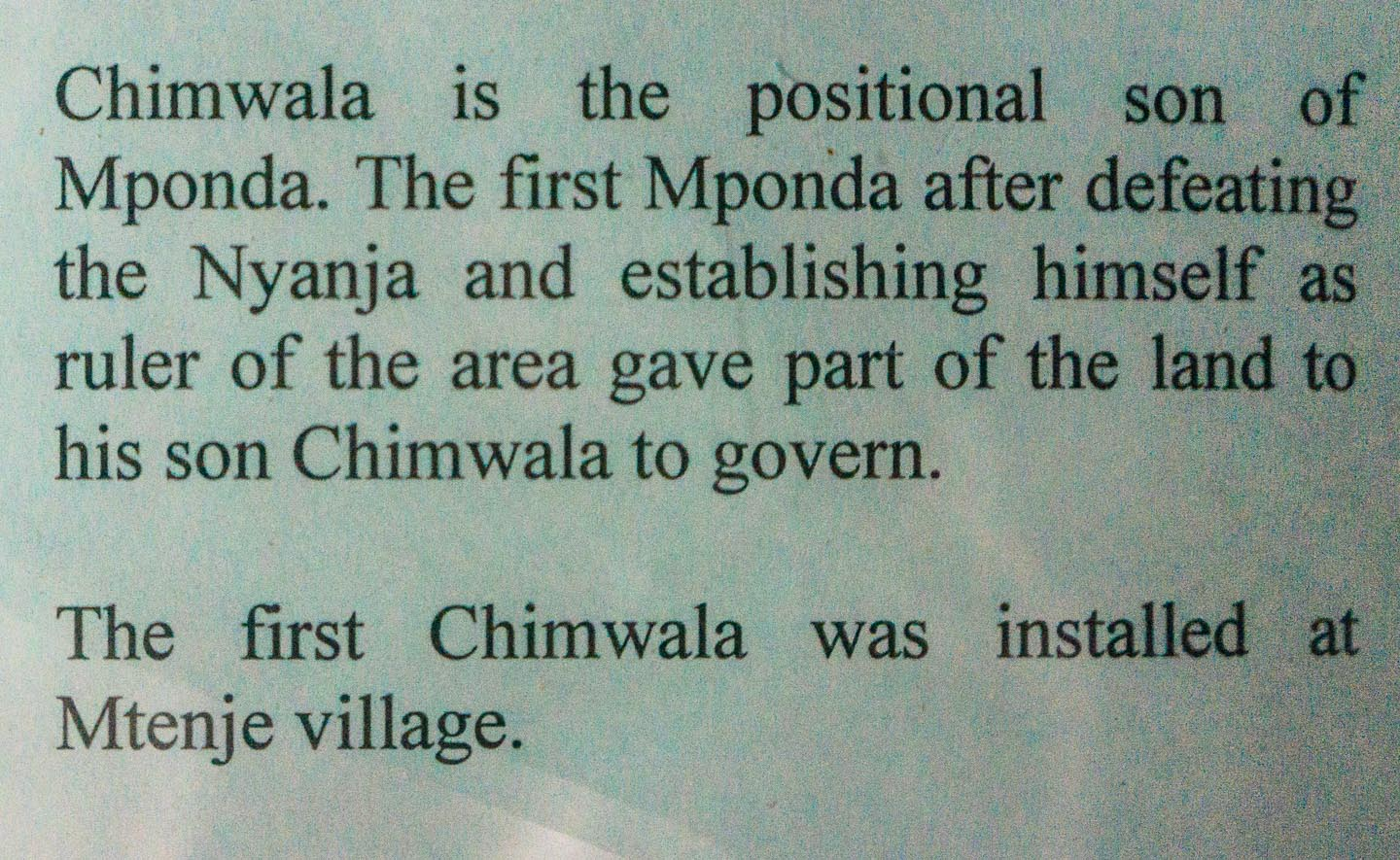
História do povo Yao (8)
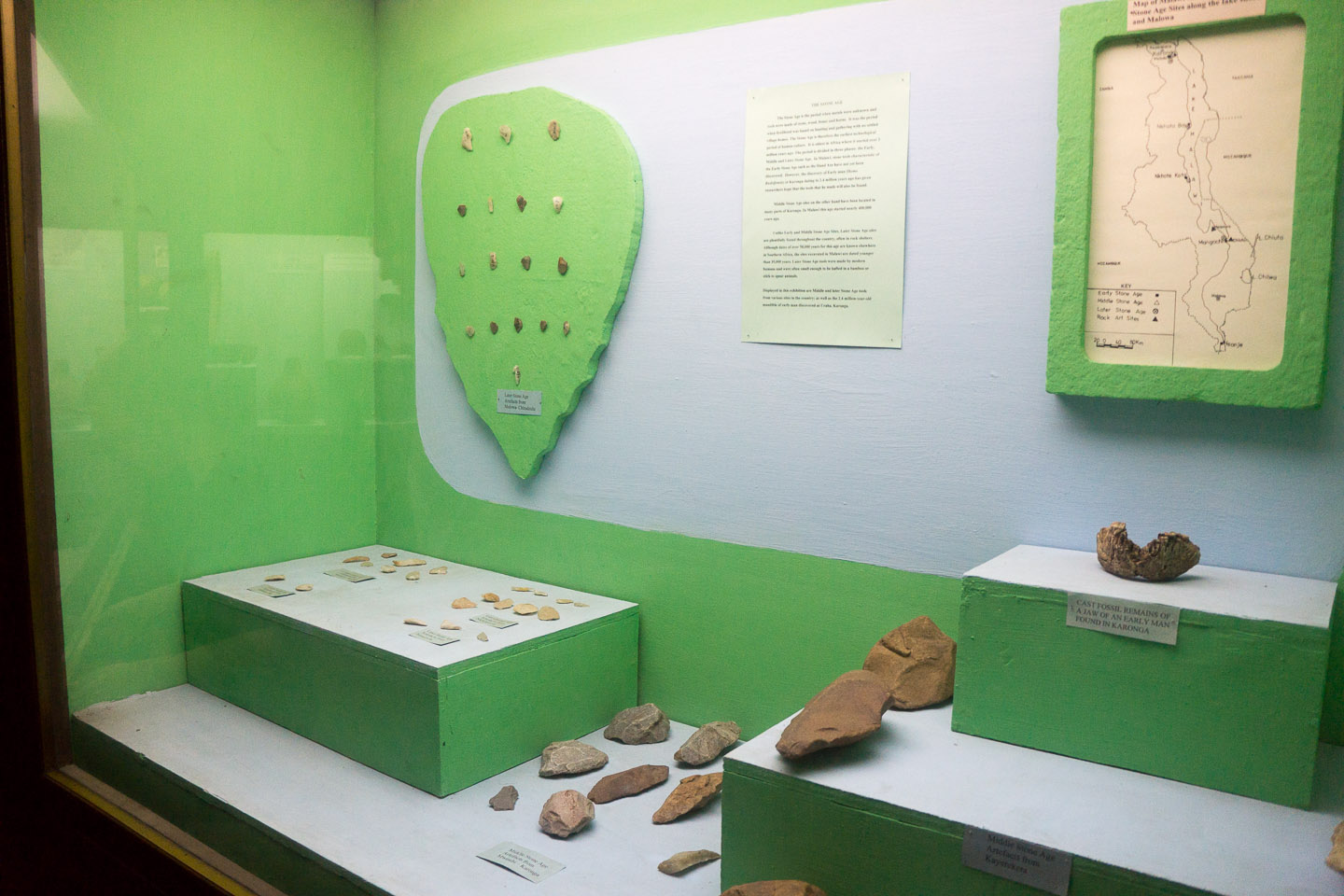
Exposição de artefatos da Idade da Pedra
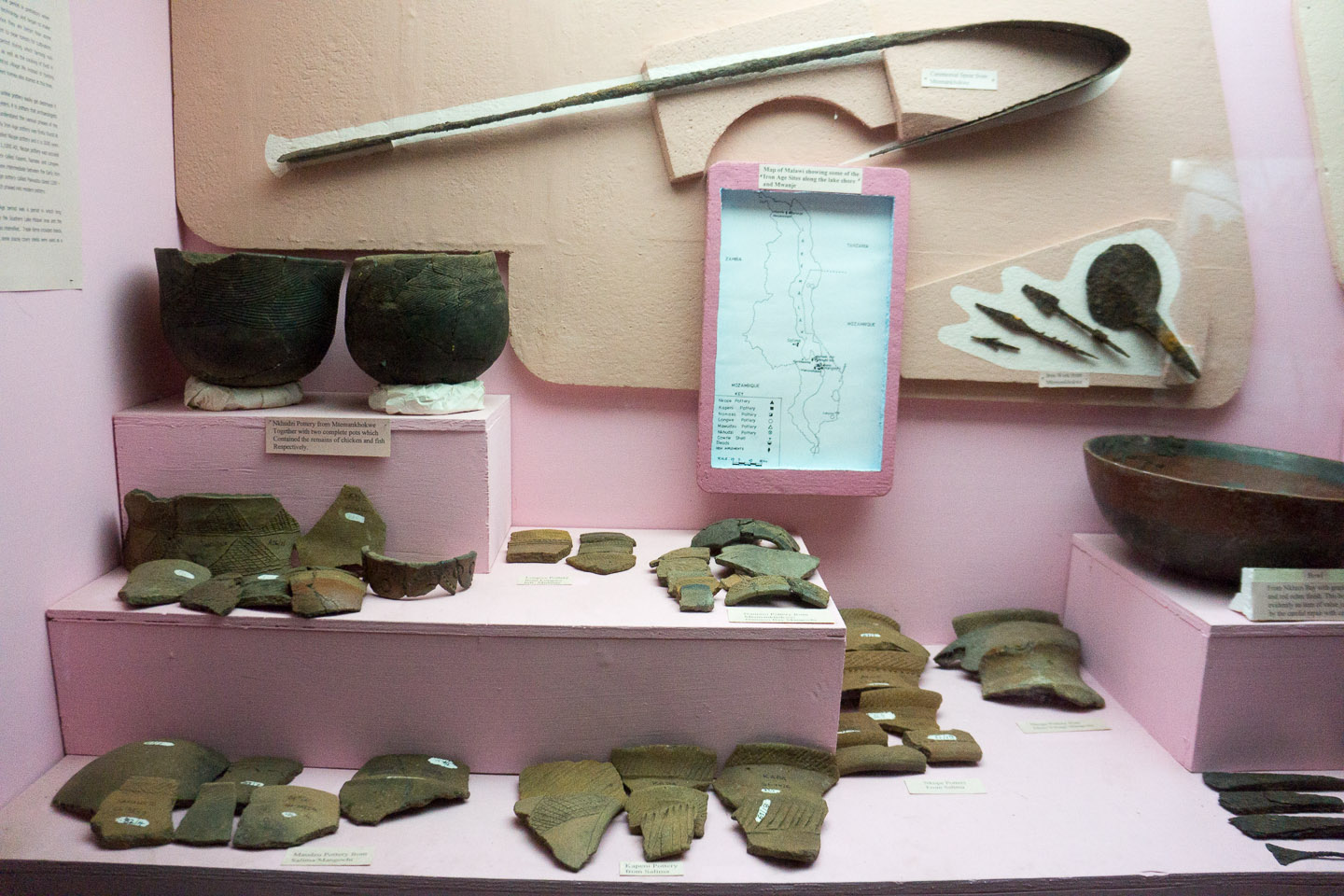
Exposição da Idade do Ferro, potes de barro
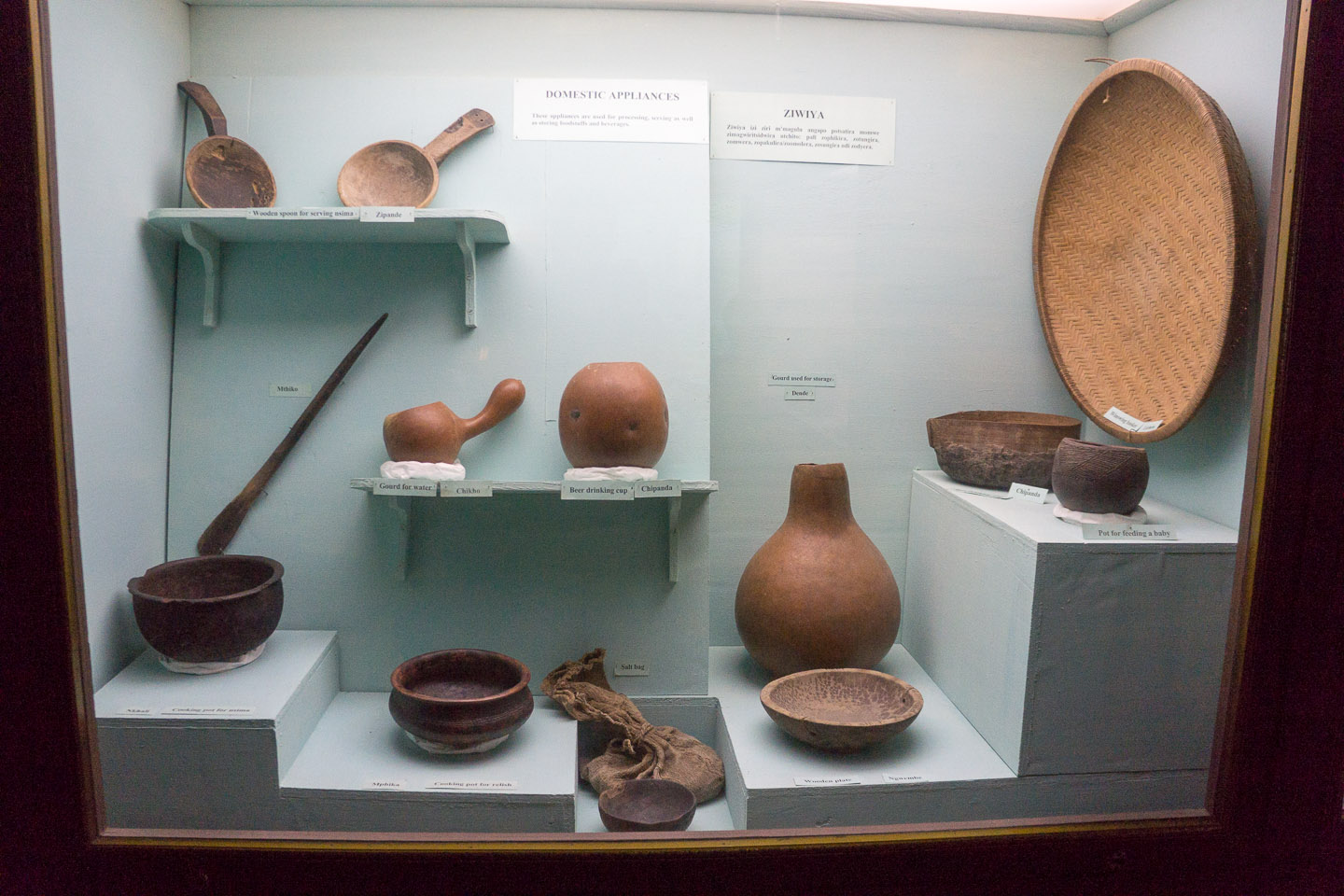
Exposição de Utensílios domésticos
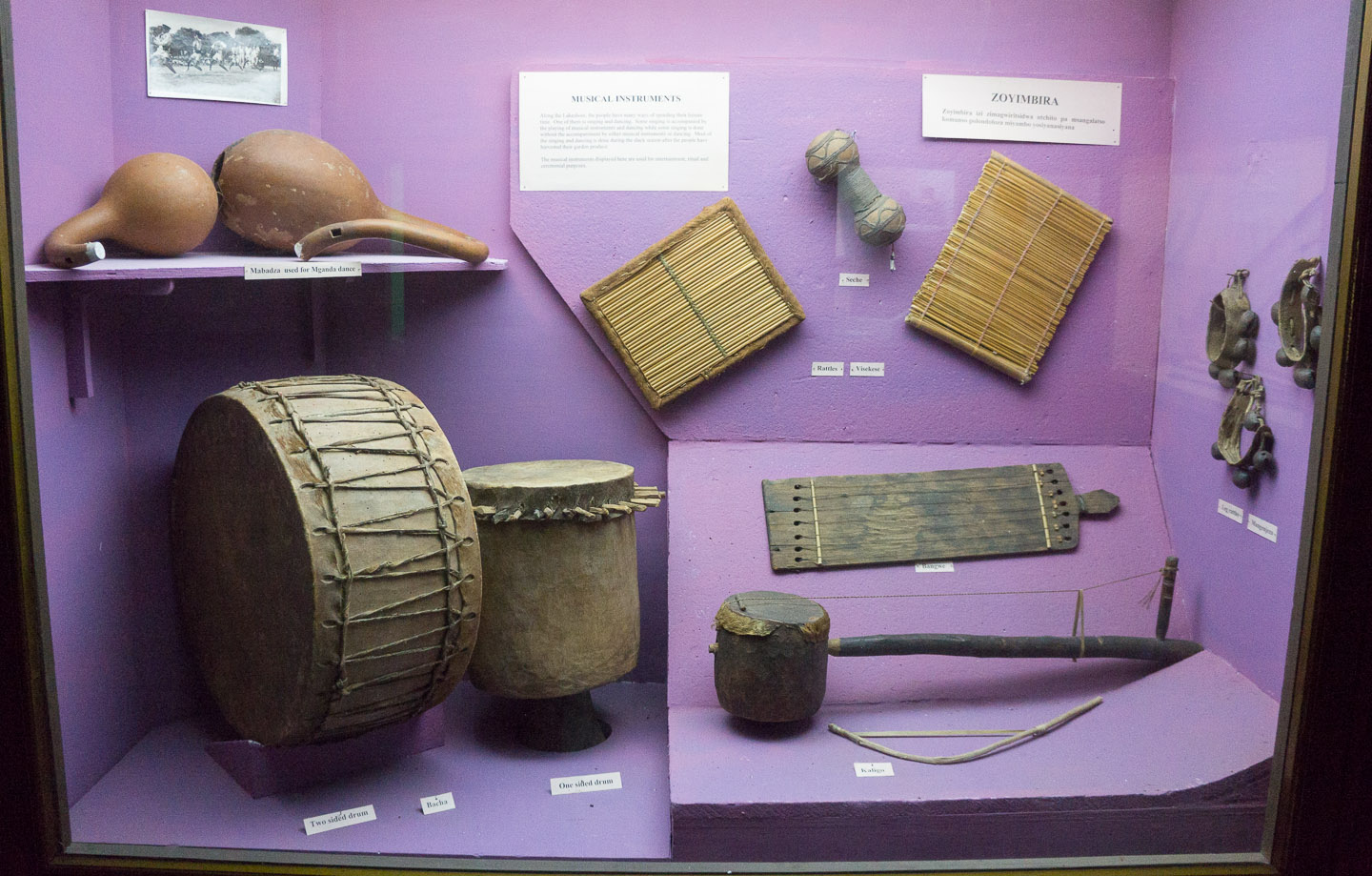
Exposição de Instrumentos Musicais
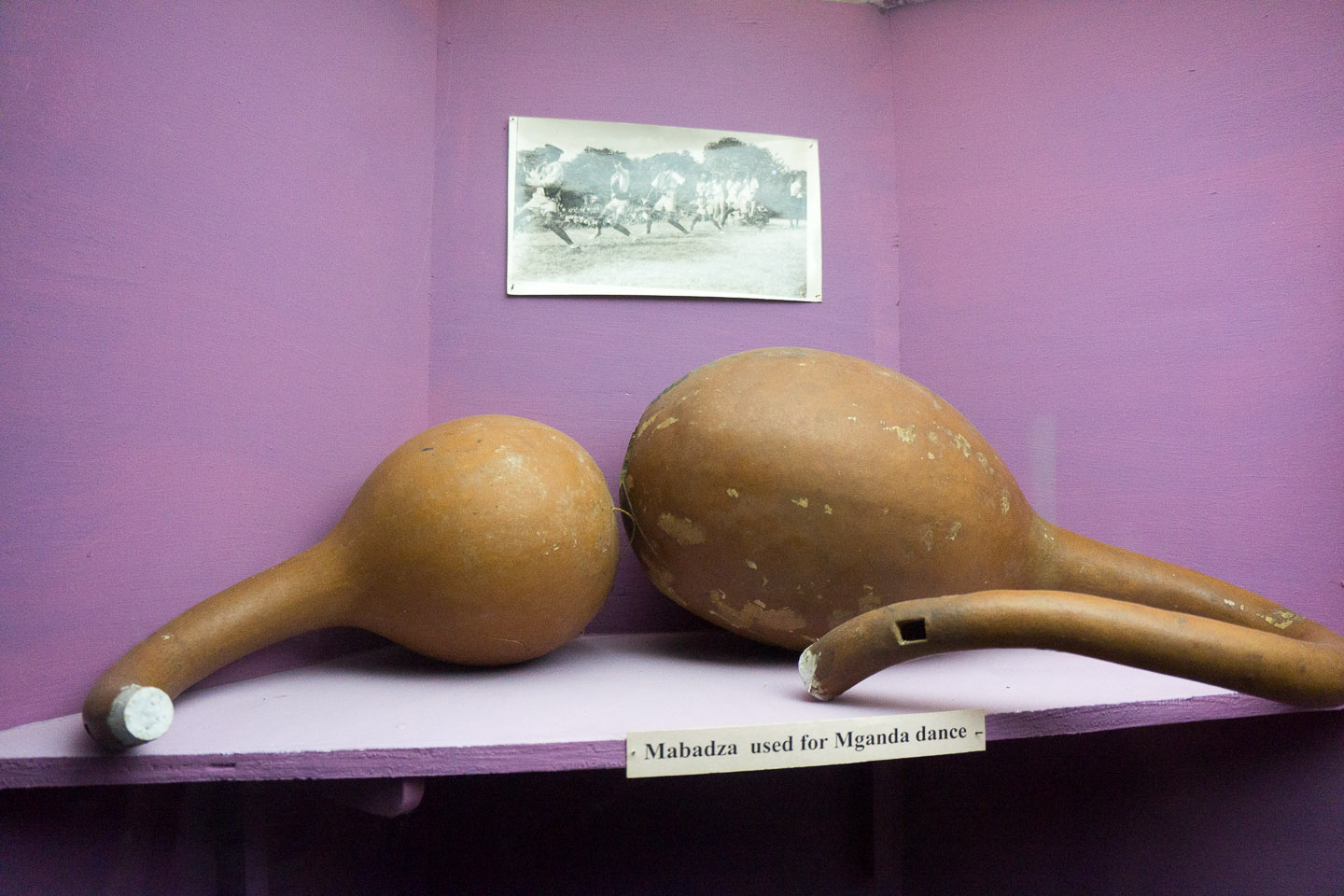
Mabadza para dança Mganda
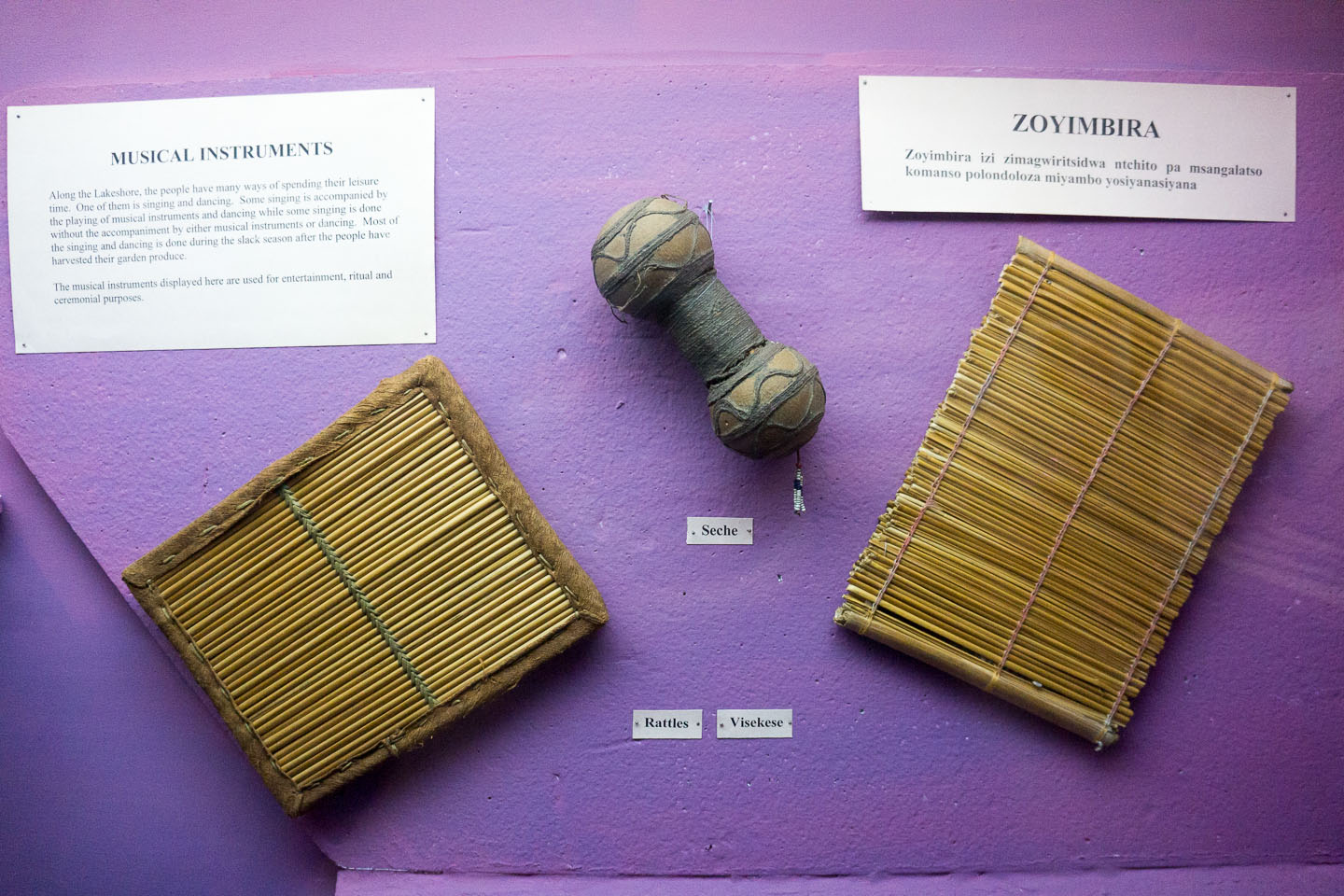
chocalhos musicais
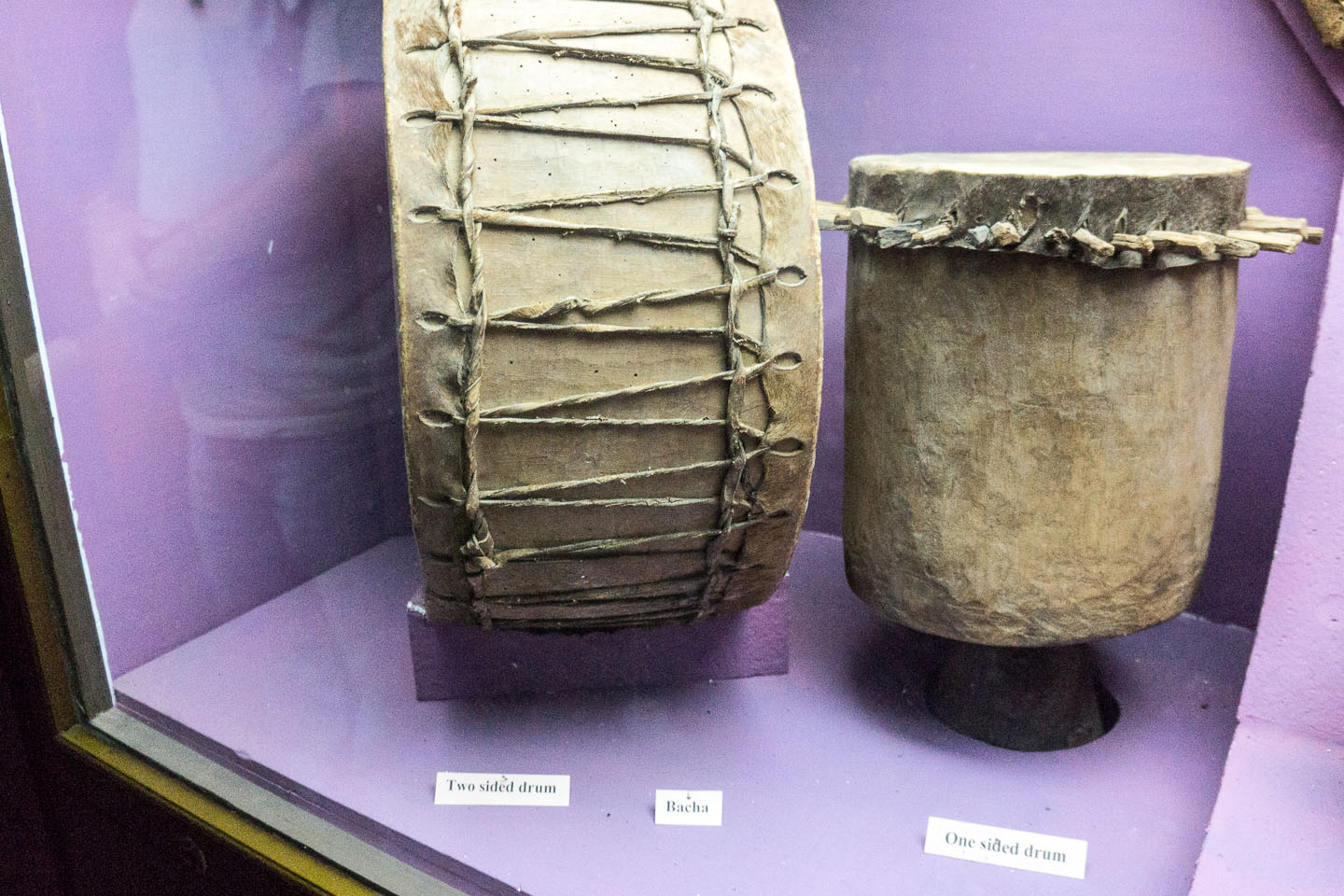
Tambor de um lado e de dois lados
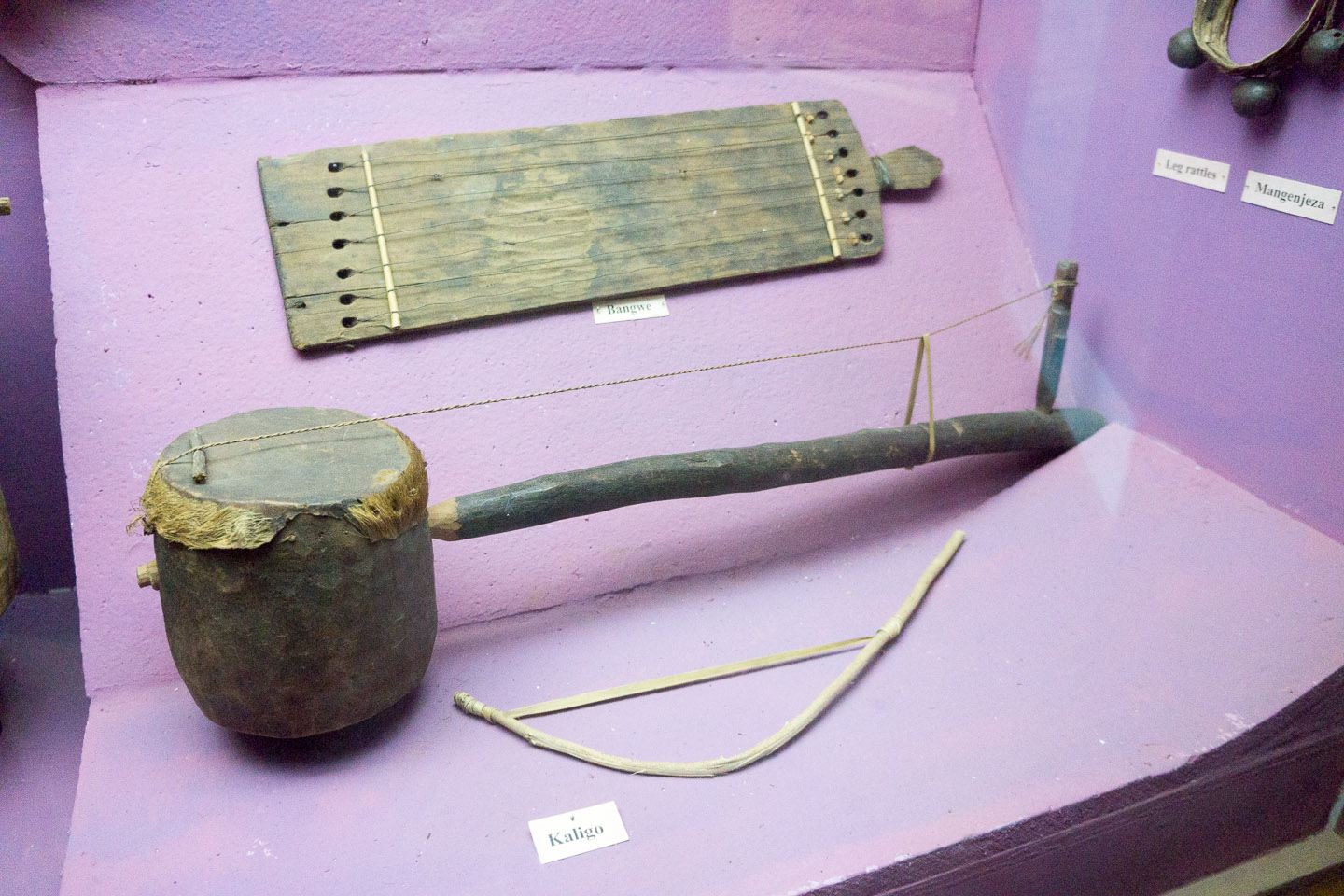
Instrumentos musicais tradicionais de Yao: Kaligo, Bangwe
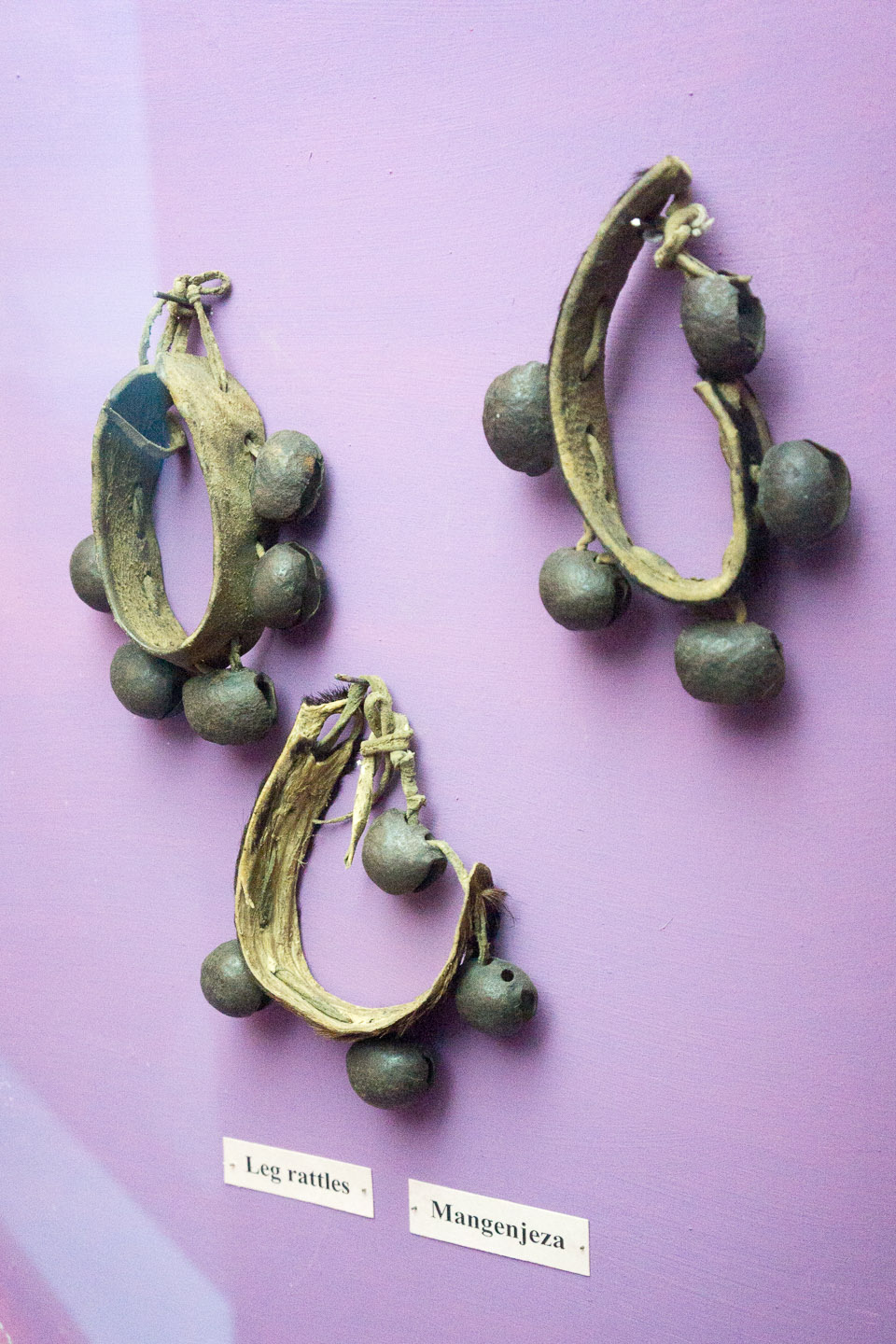
Chocalhos de perna
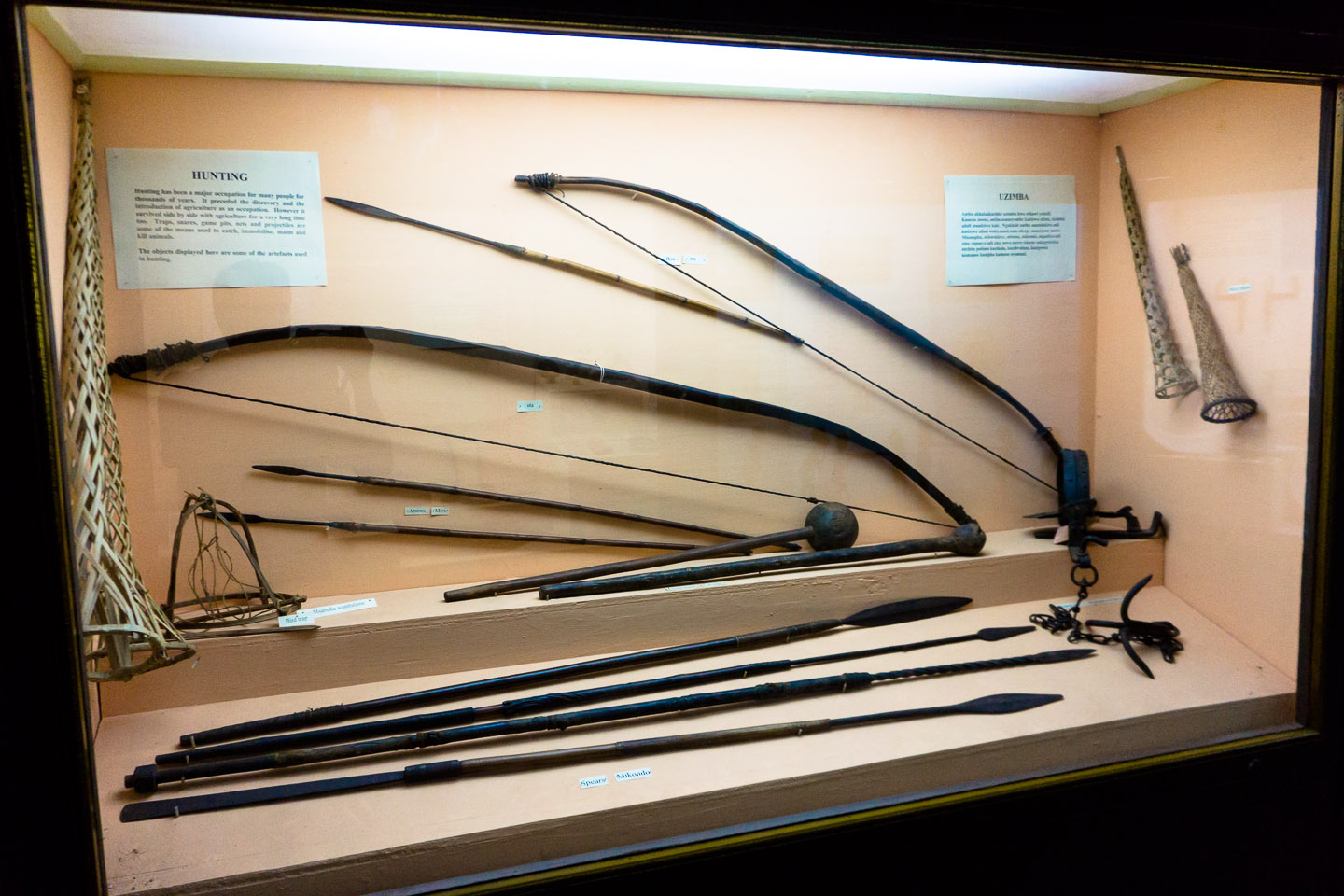
Exposição de armas de caça
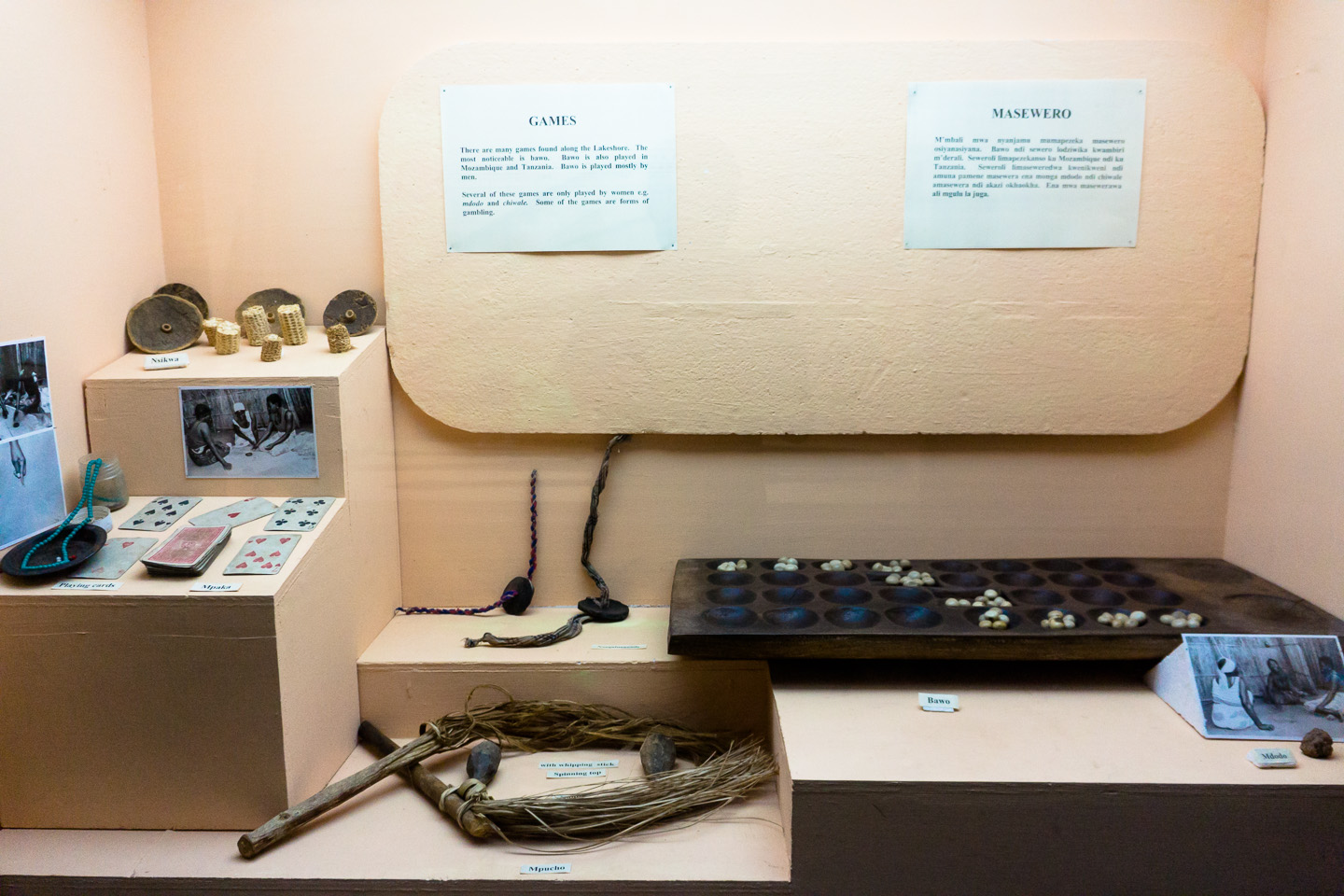
Jogos tradicionais (bawo, mpaka, cartas, nsikwa, mdodo, chiwale)
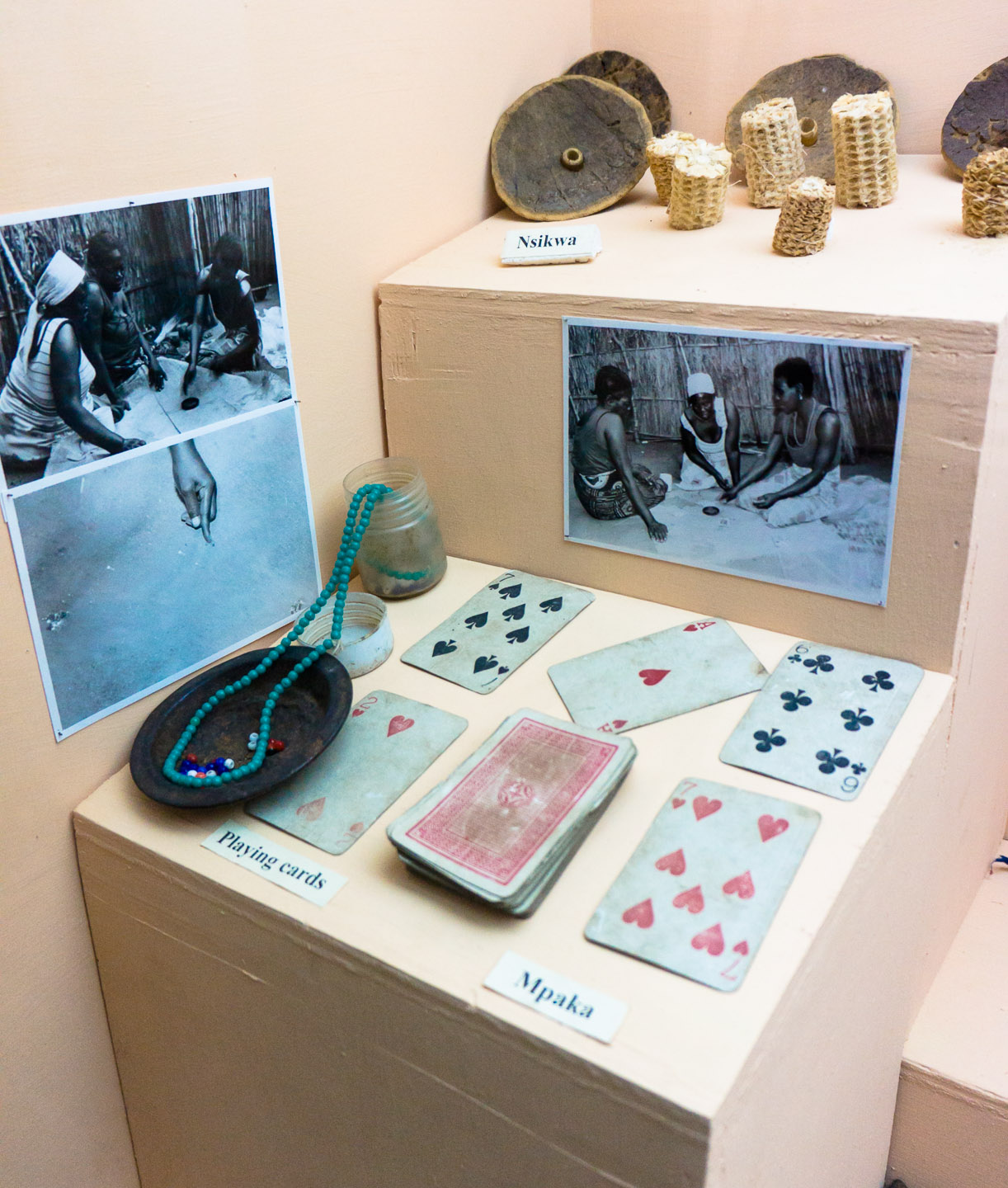
Jogos Tradicionais (foto aproximada de mpaka, cartas, nsikwa)
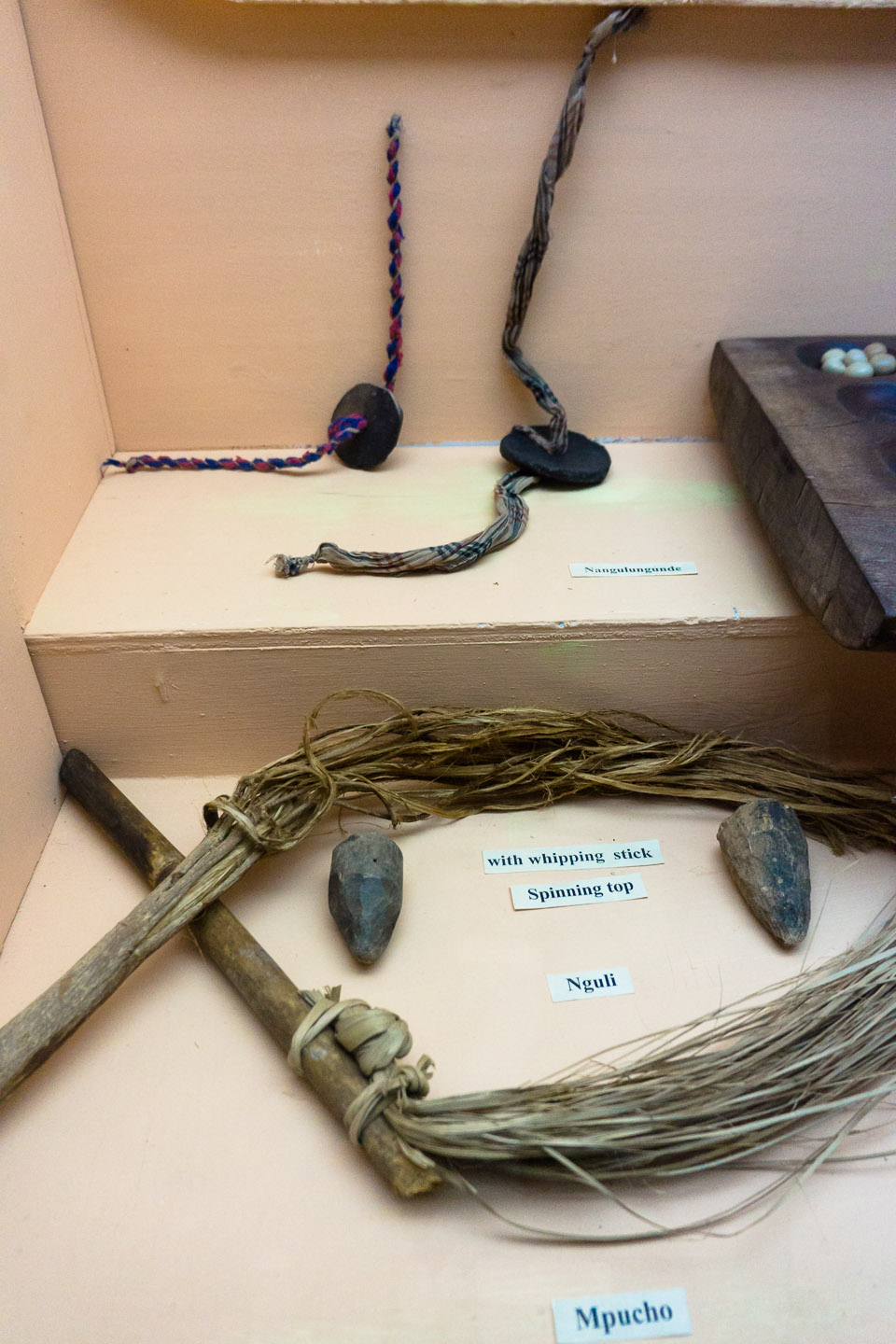
Exposição de pião, nangulungunde
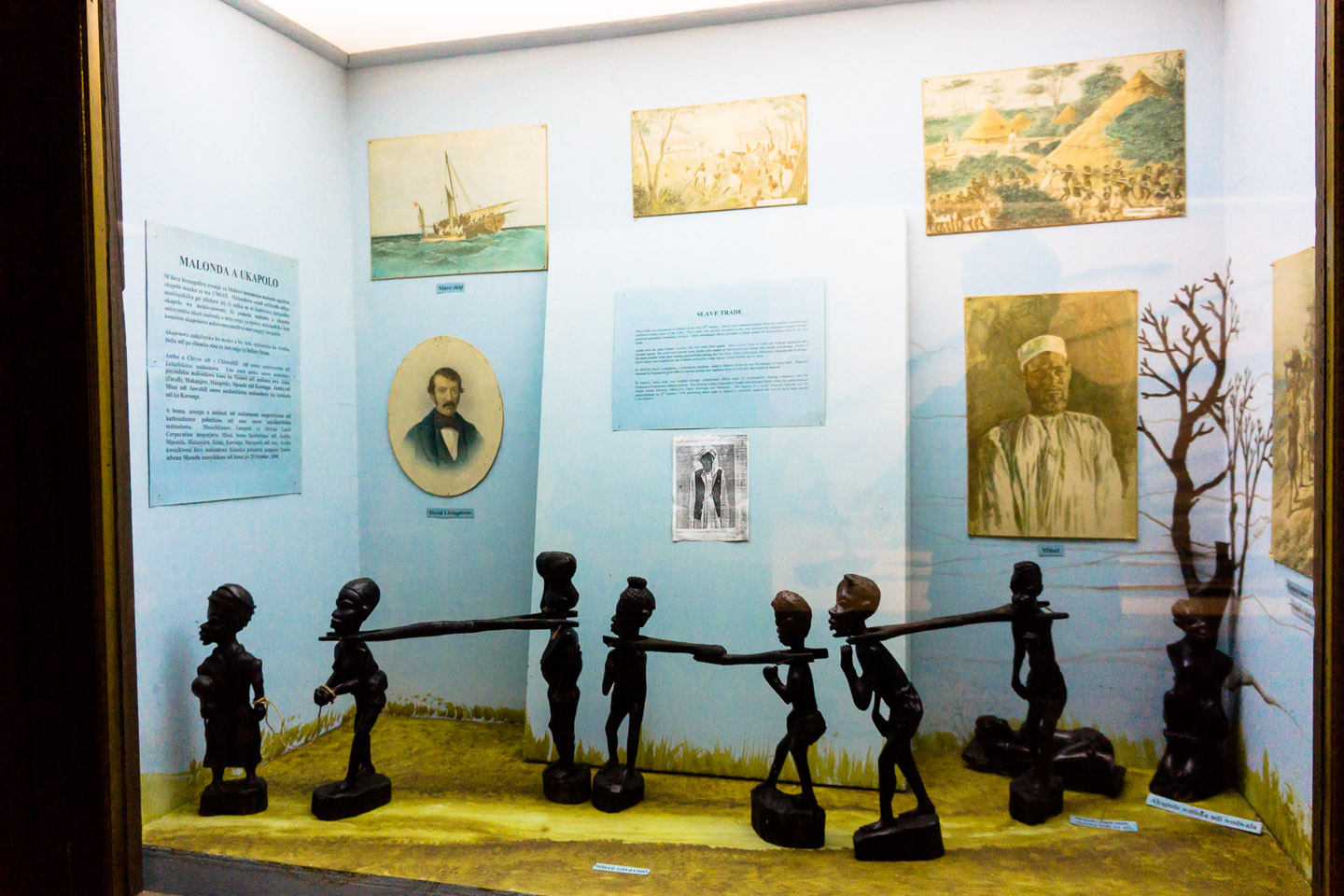
Exposição mostrando a história da escravidão
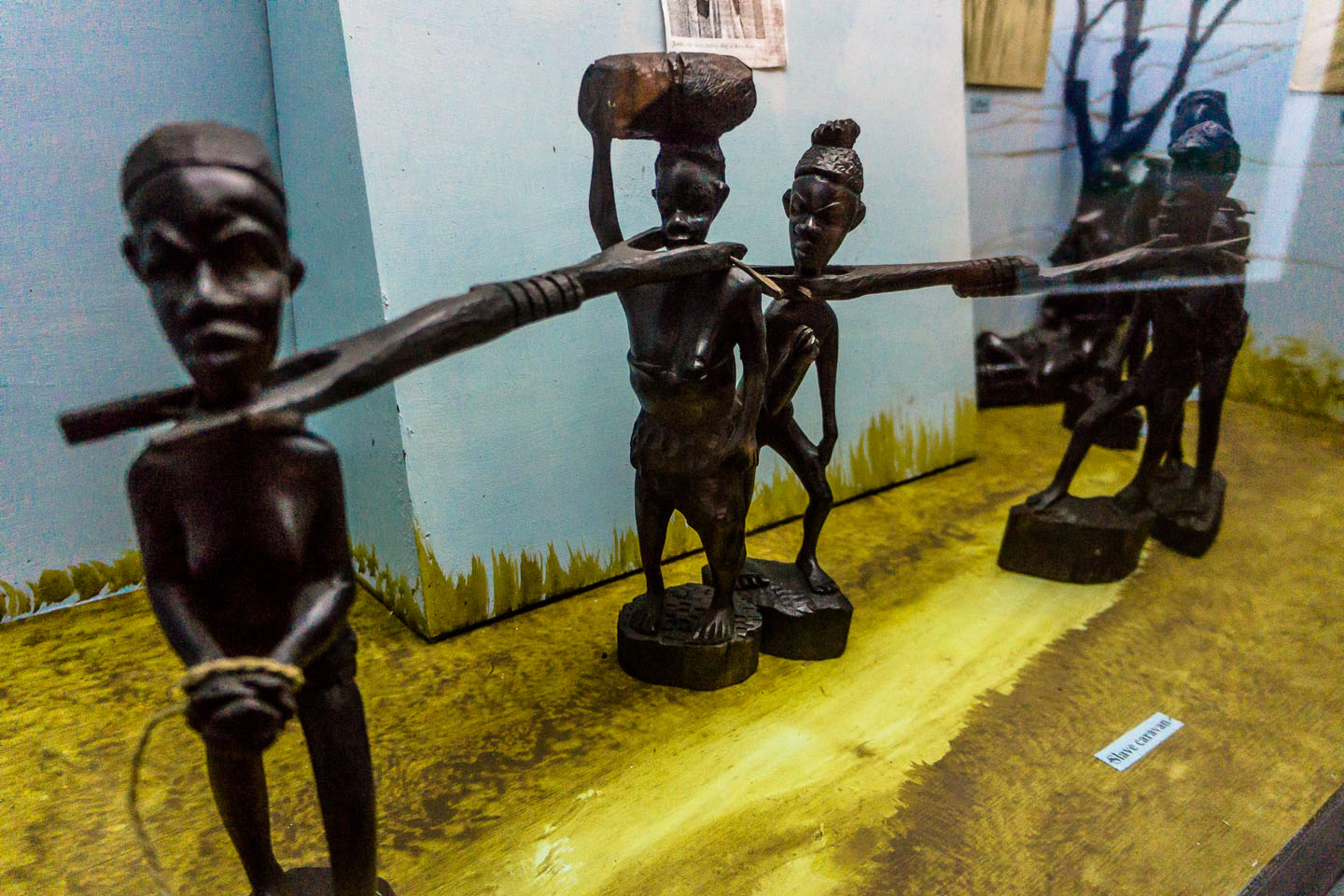
Escultura de caravana de escravos
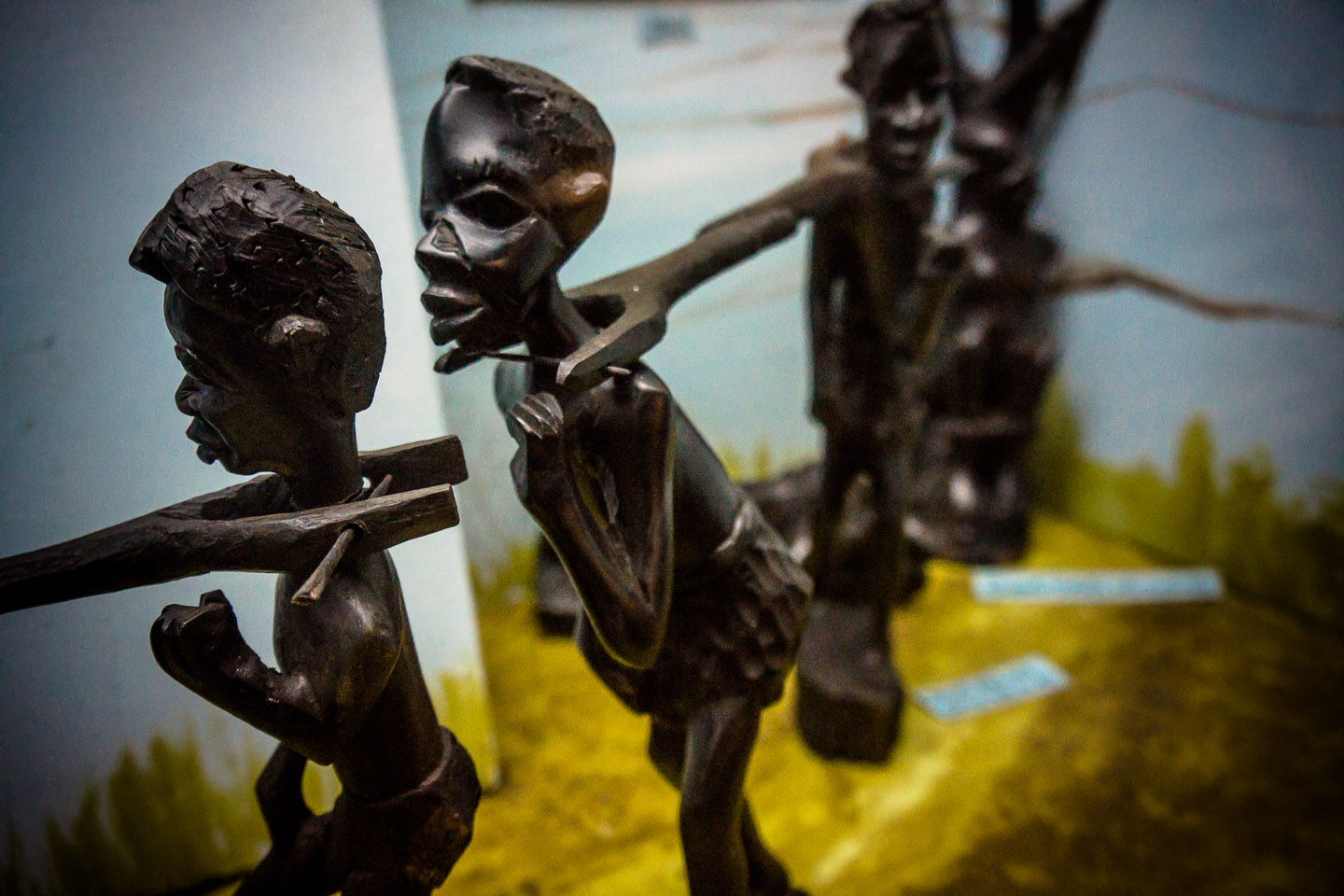
Escultura de caravana de escravos, alternativa
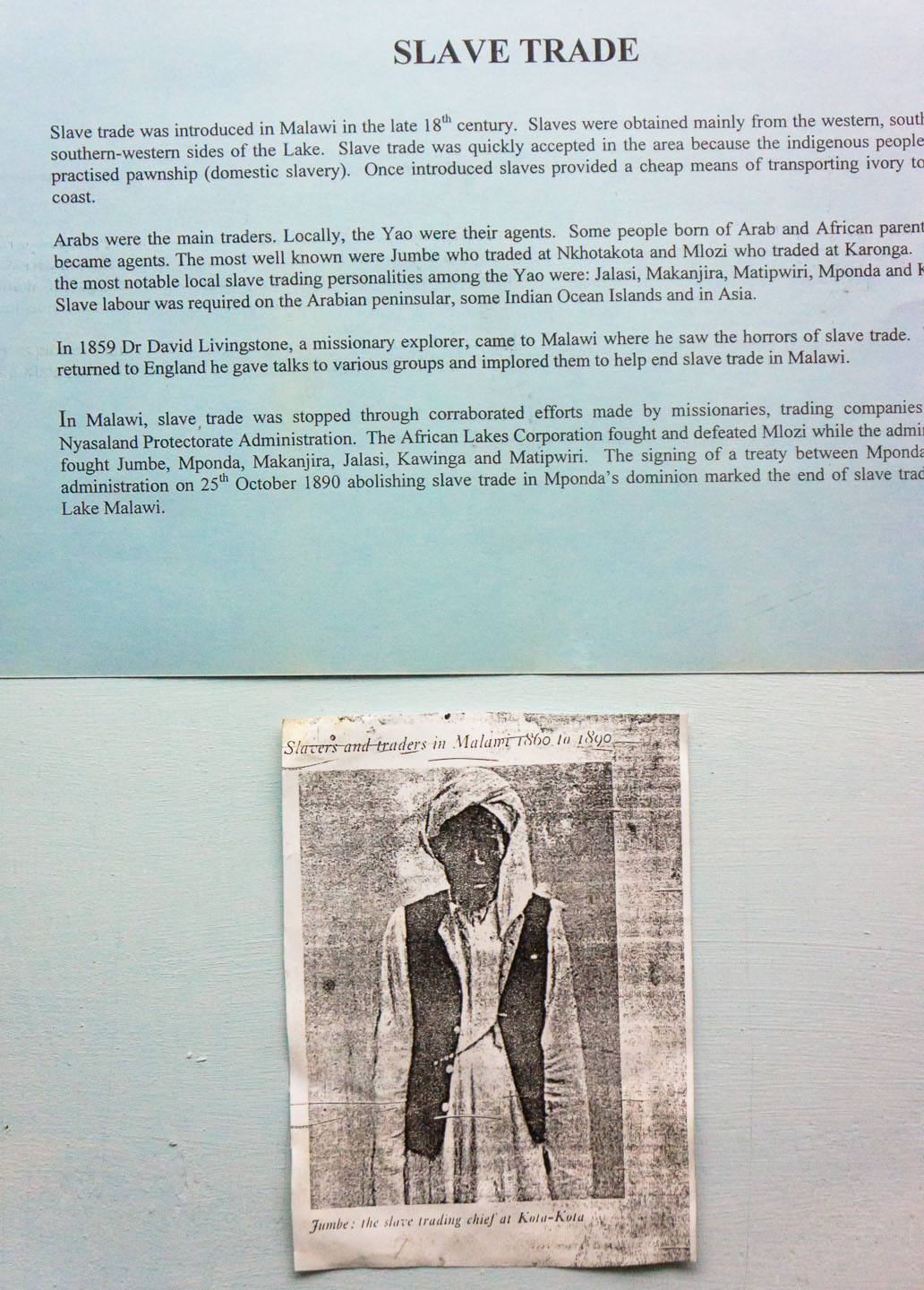
Jumbe e informações sobre comércio de escravos
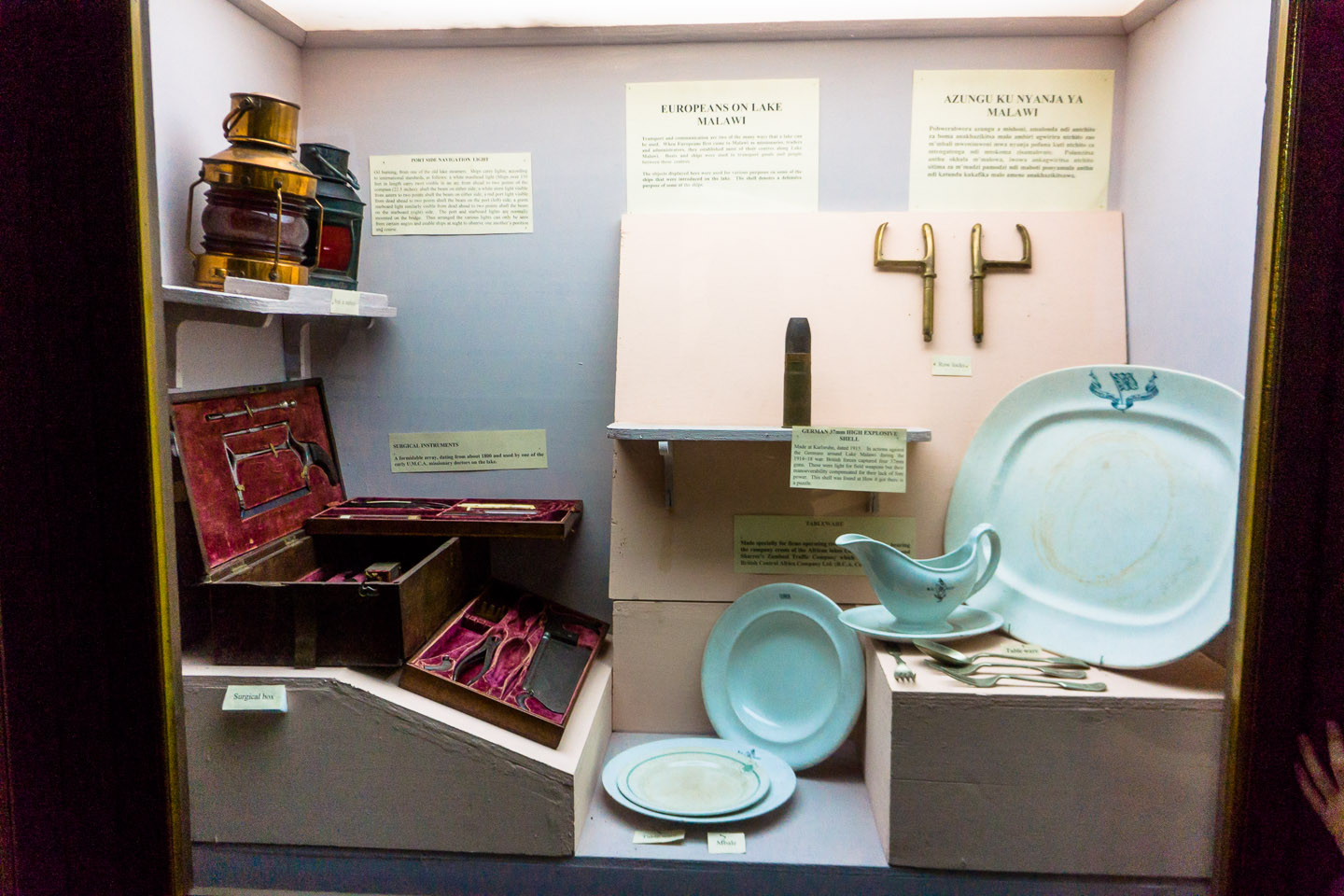
Luzes de navegação, kit médico, placas, projétil de arma de 37 mm, travas de linha
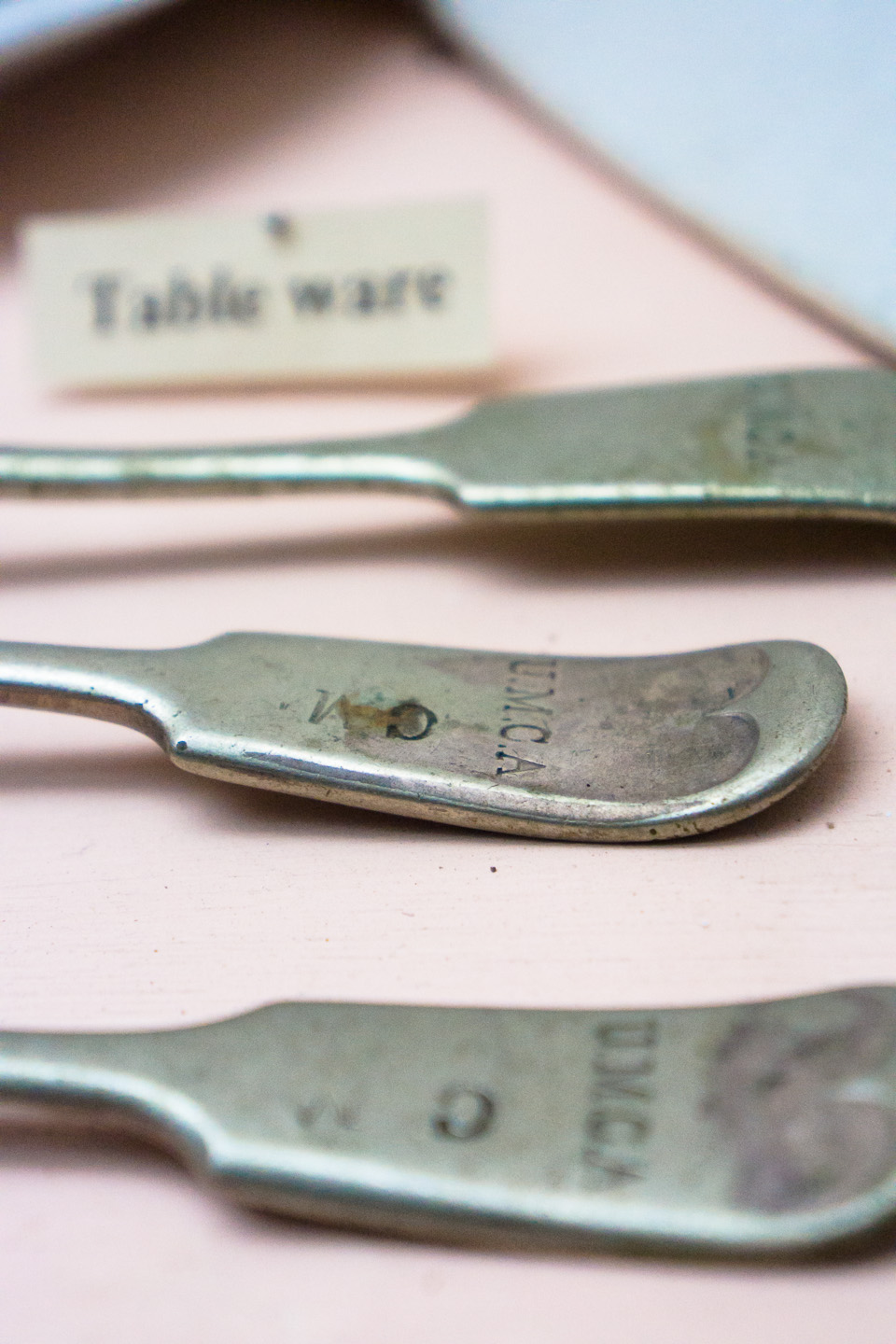
Utensílios de mesa da UMCA
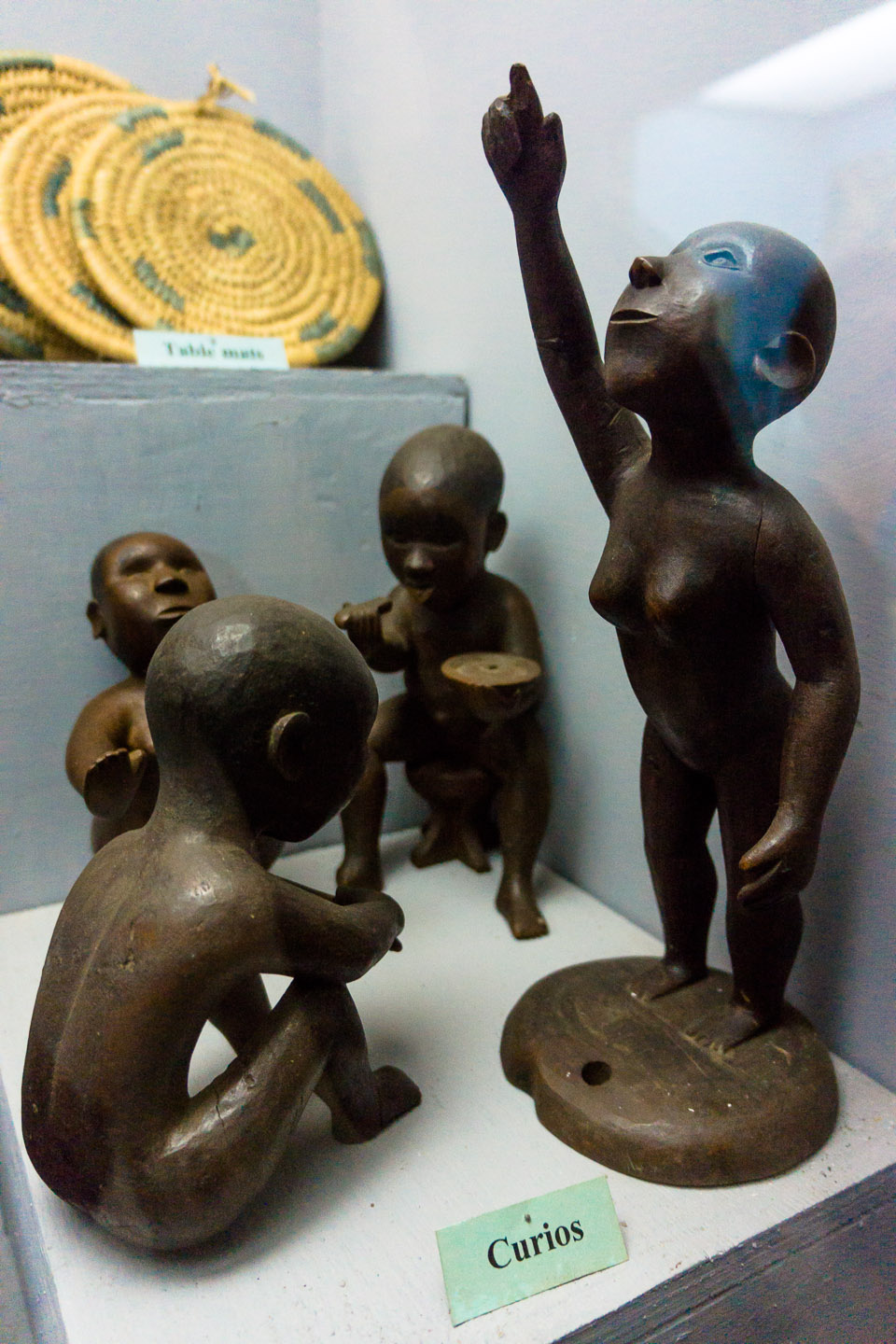
Curios esculpidos em pedra-sabão
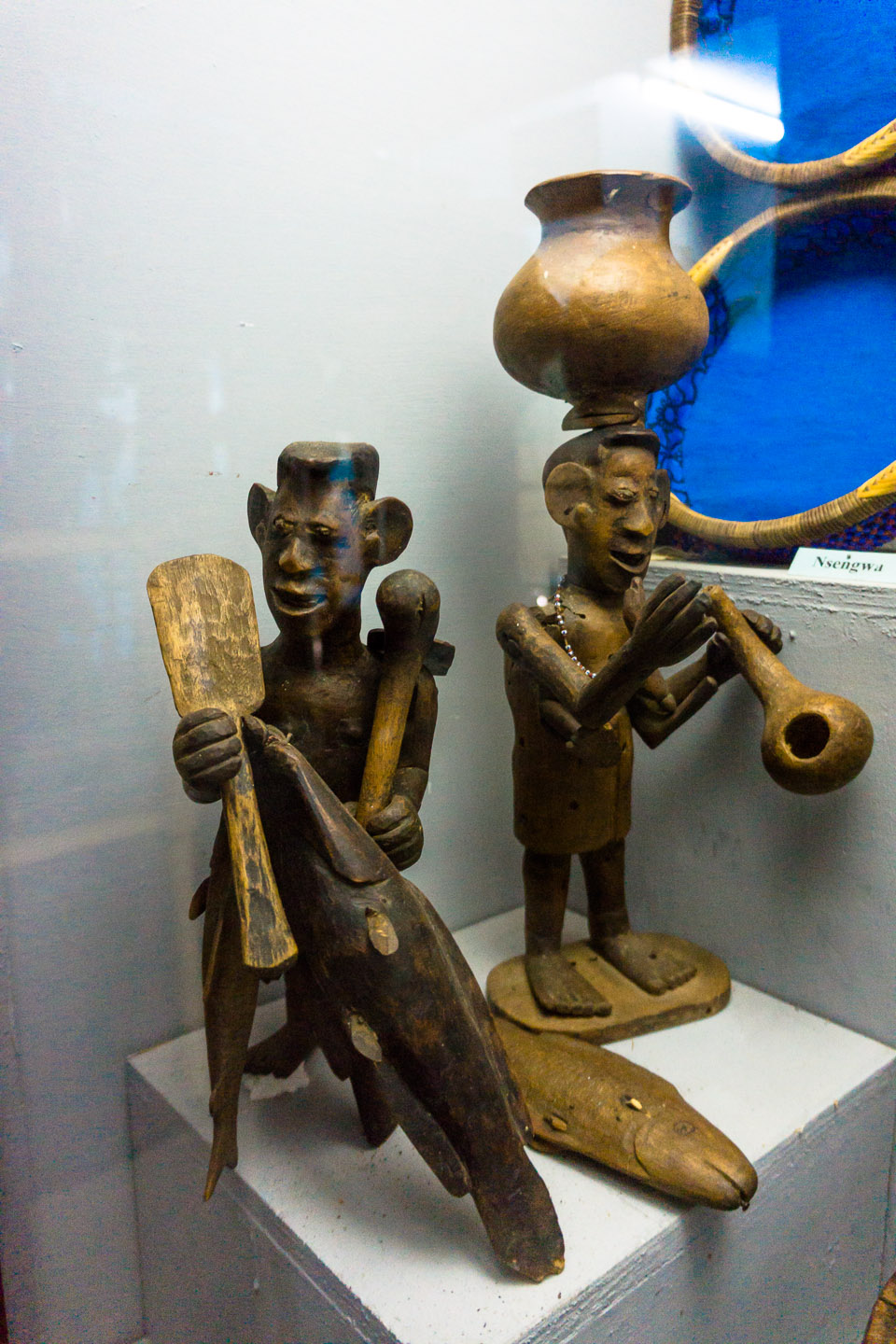
Curios esculpidos em pedra-sabão (2)
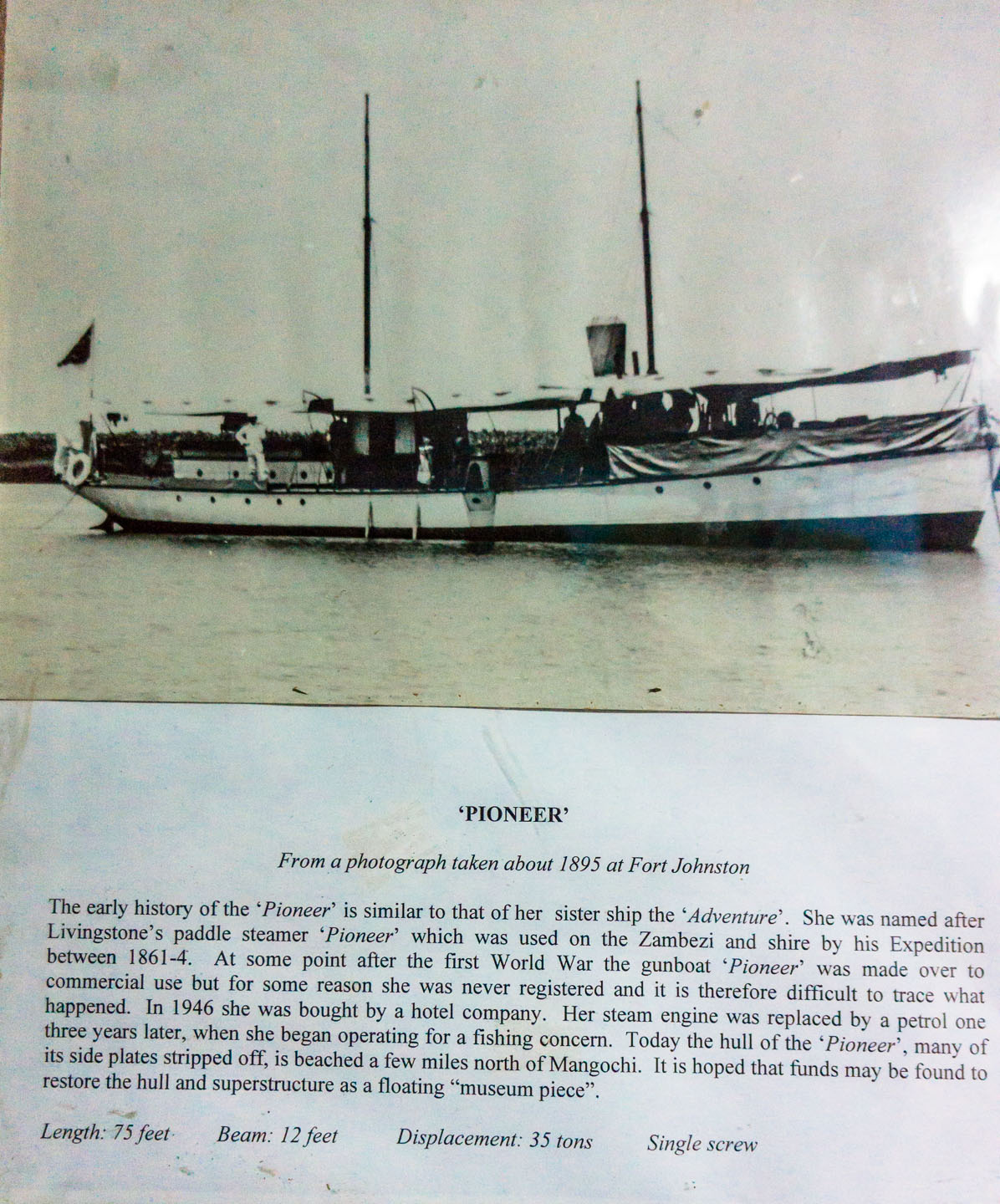
Barco pioneiro
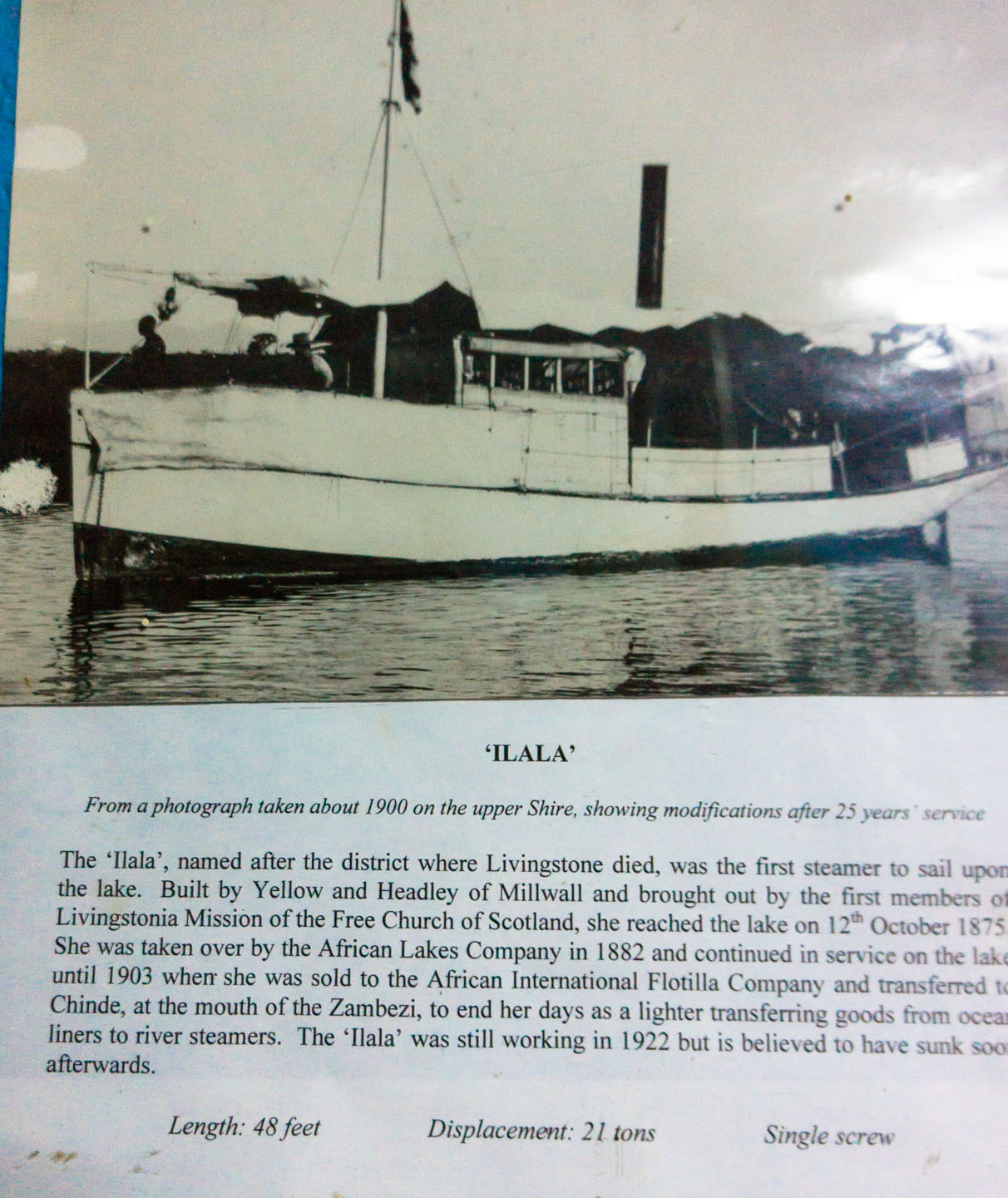
Barco Ilala por volta de 1900
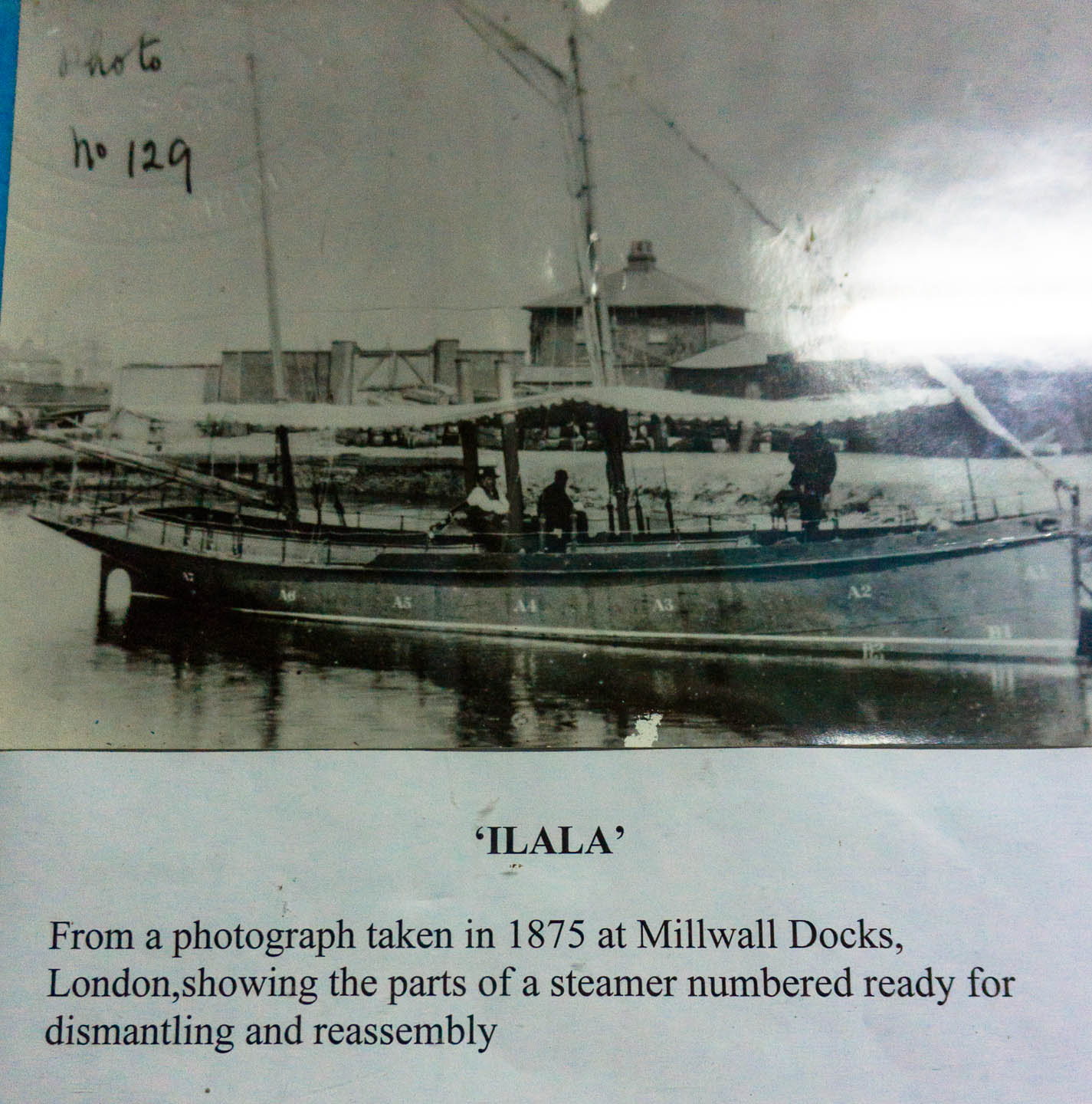
Barco Ilala por volta de 1875
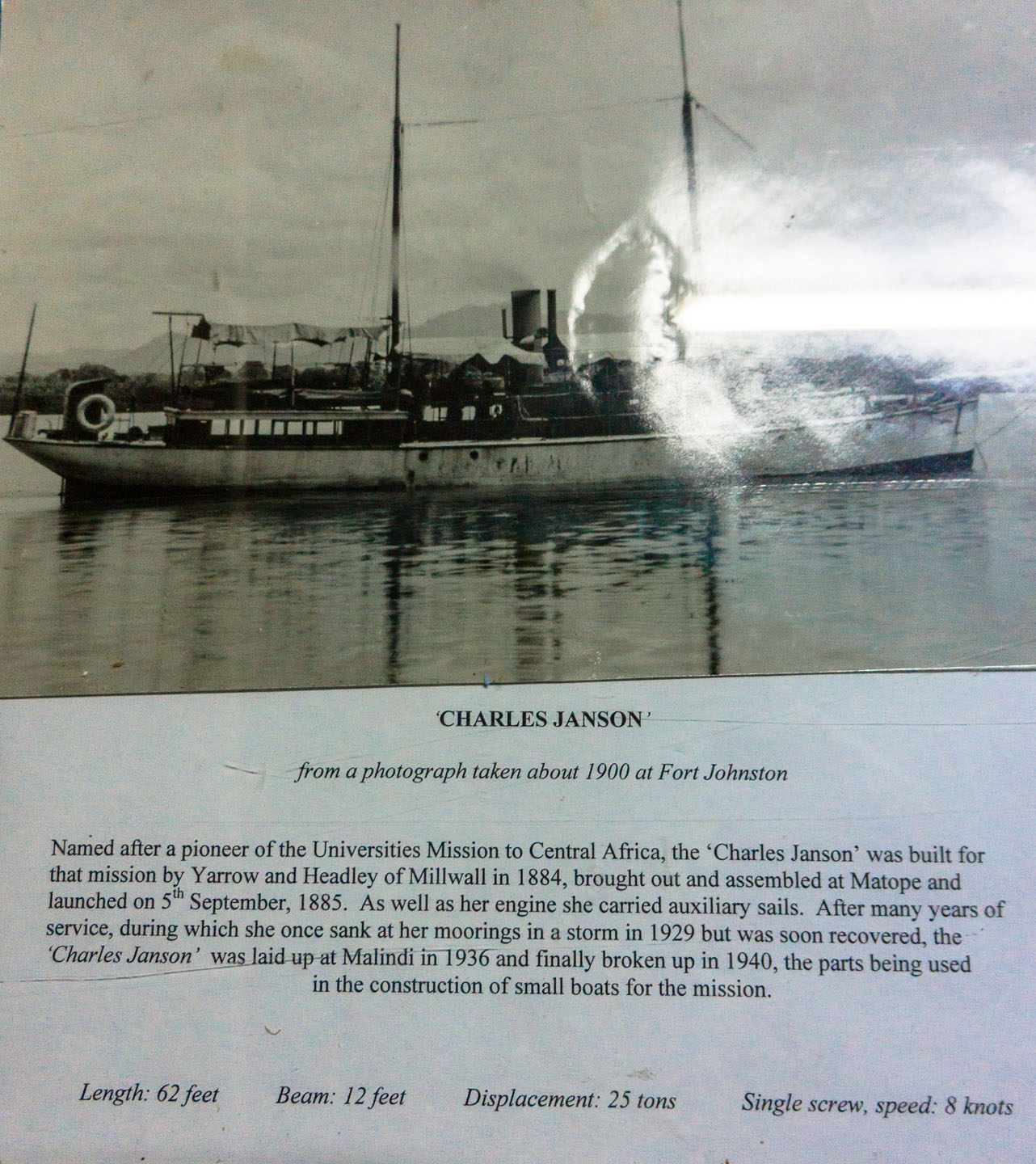
Barco Charles Janson por volta de 1900
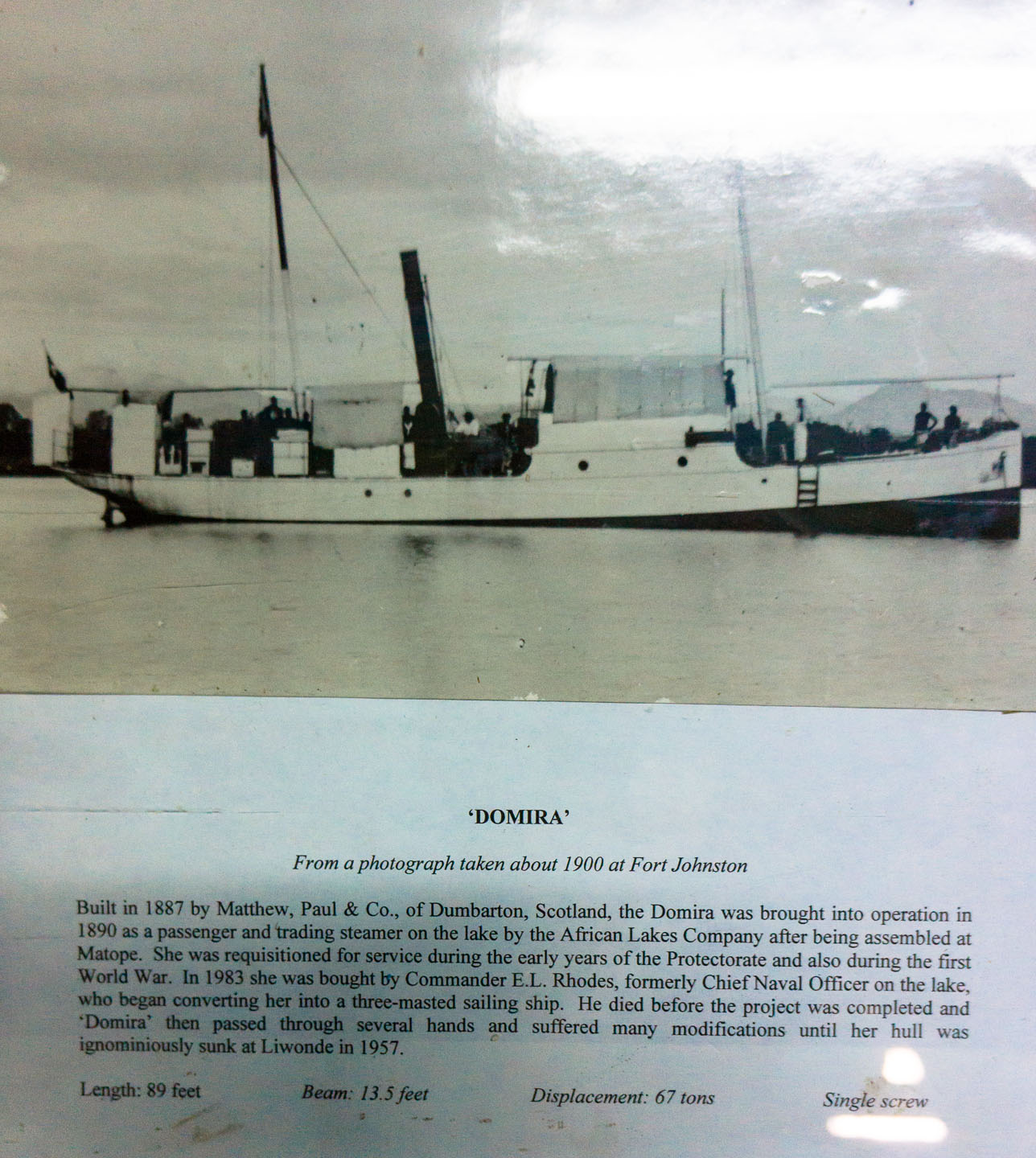
Barco Domira por volta de 1900
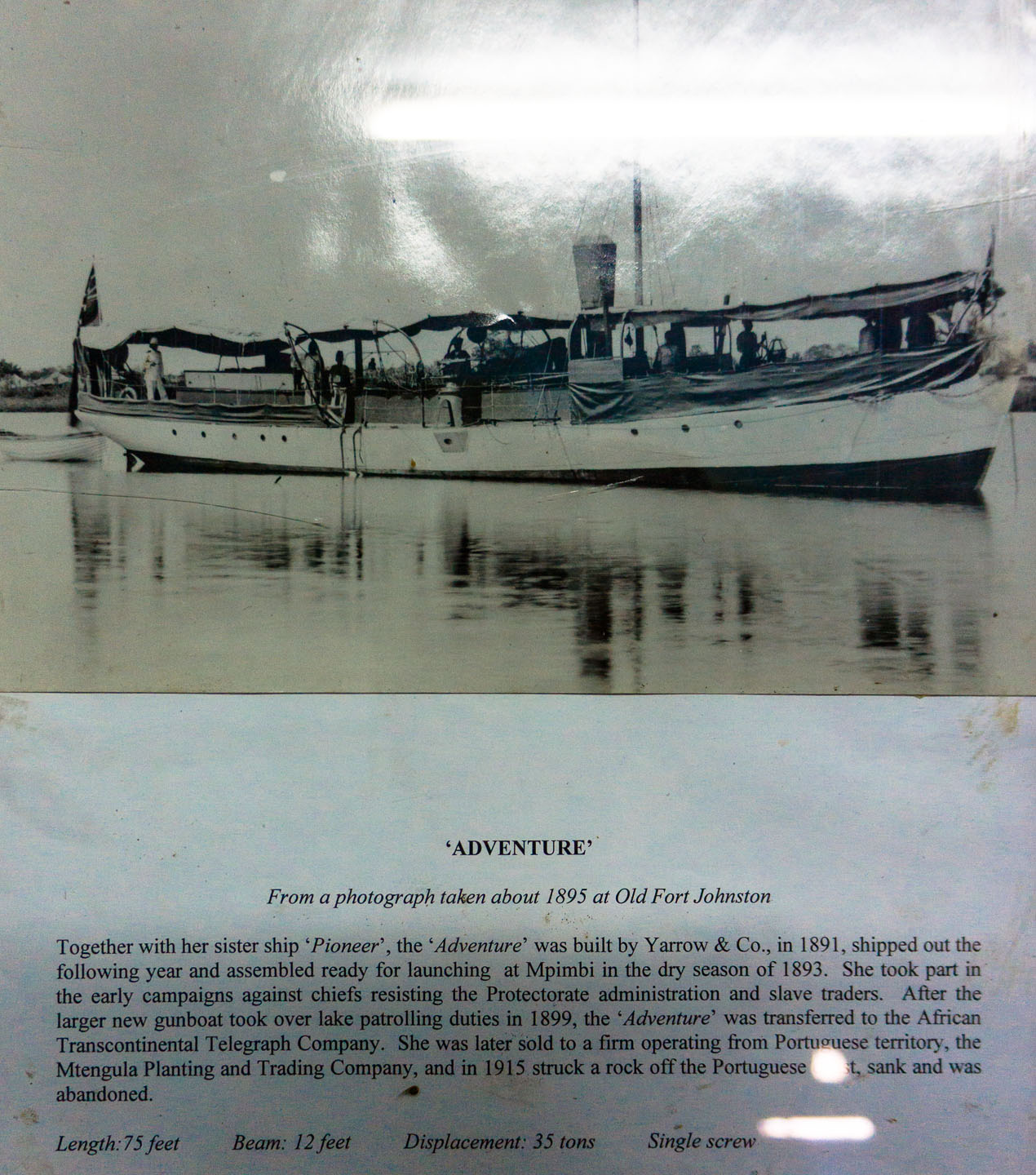
Barco de aventura por volta de 1895
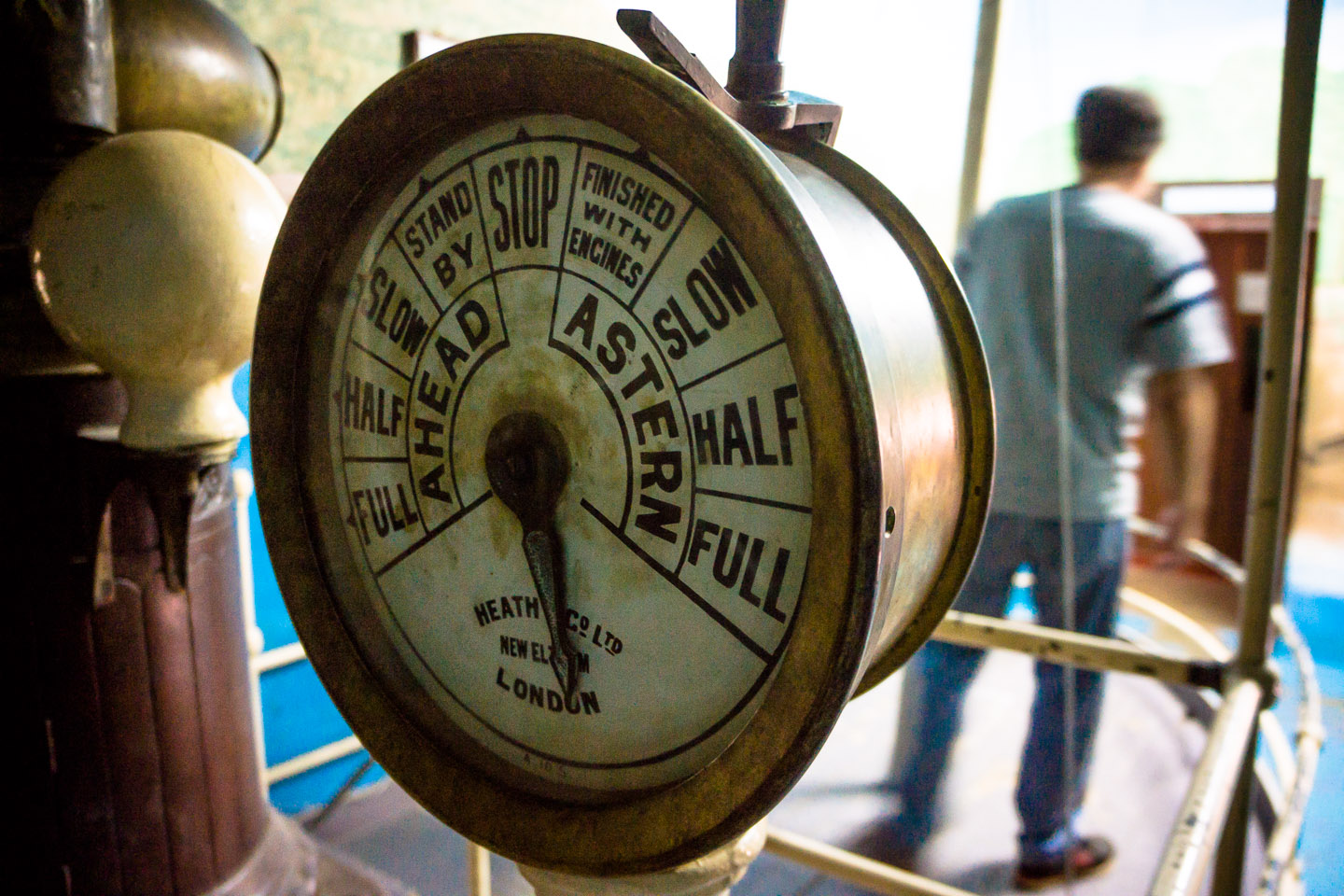
Exposição de barcos
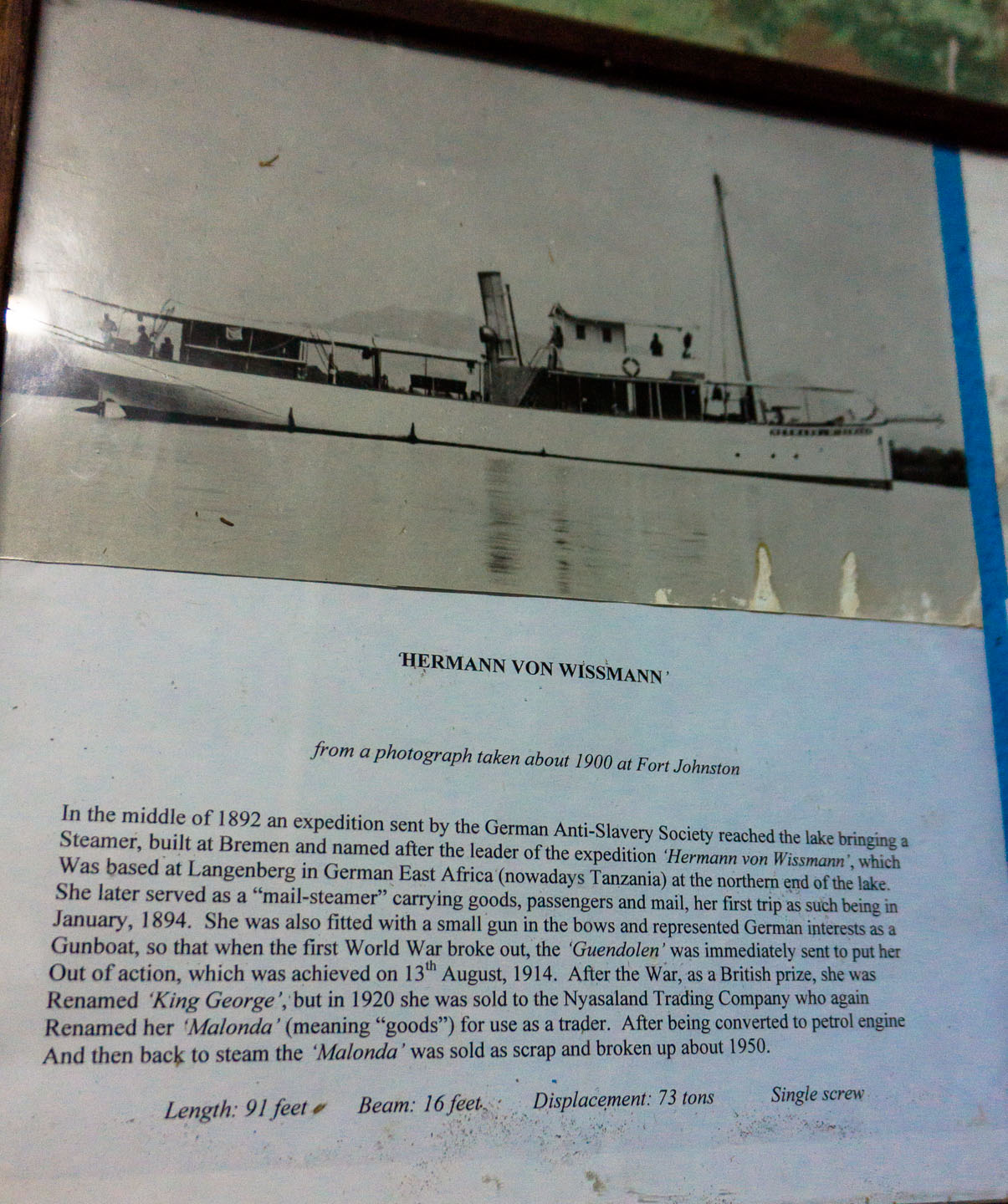
Barco Hermann Von Wissmann por volta de 1900
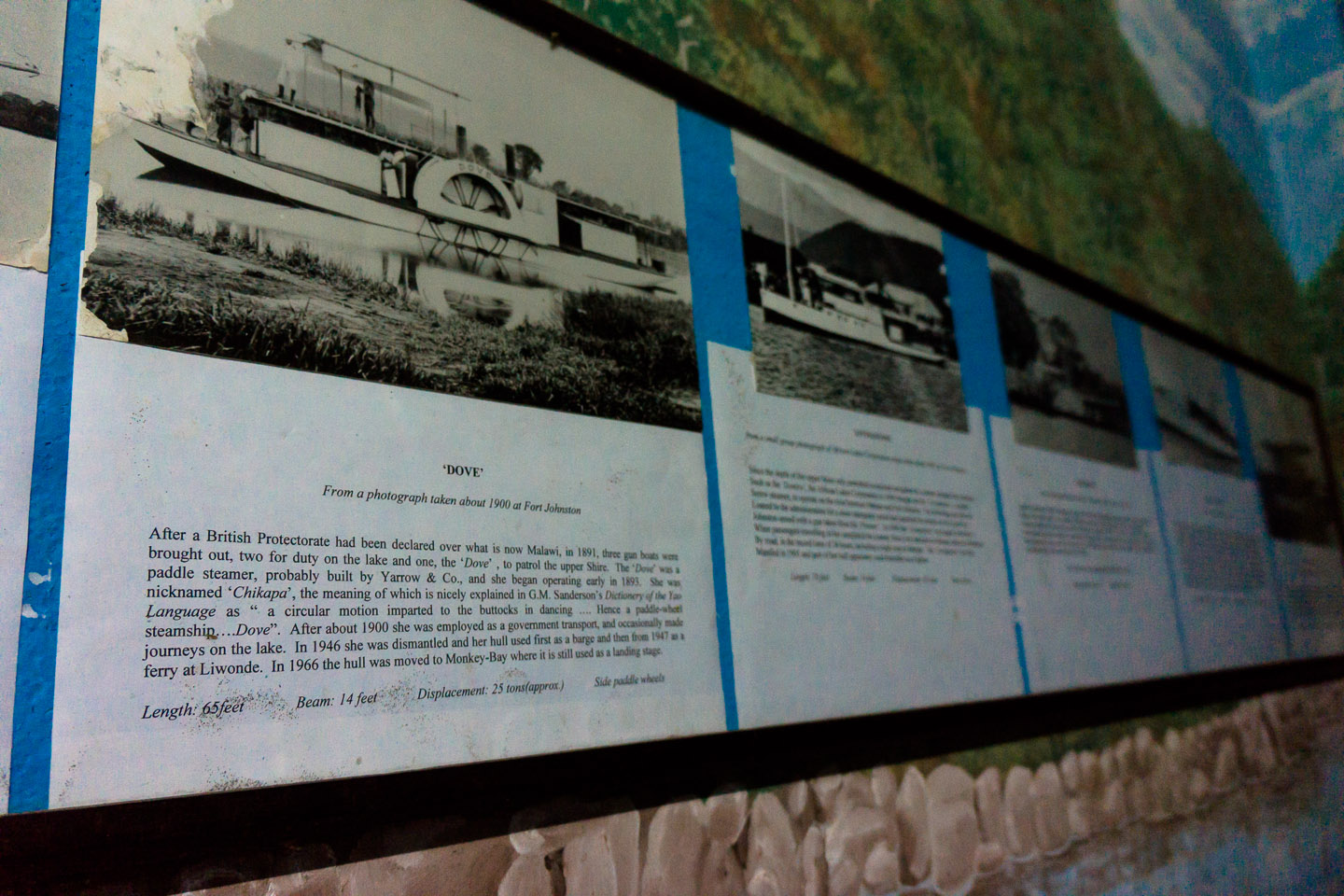
Dove e outros barcos de cerca de 1900
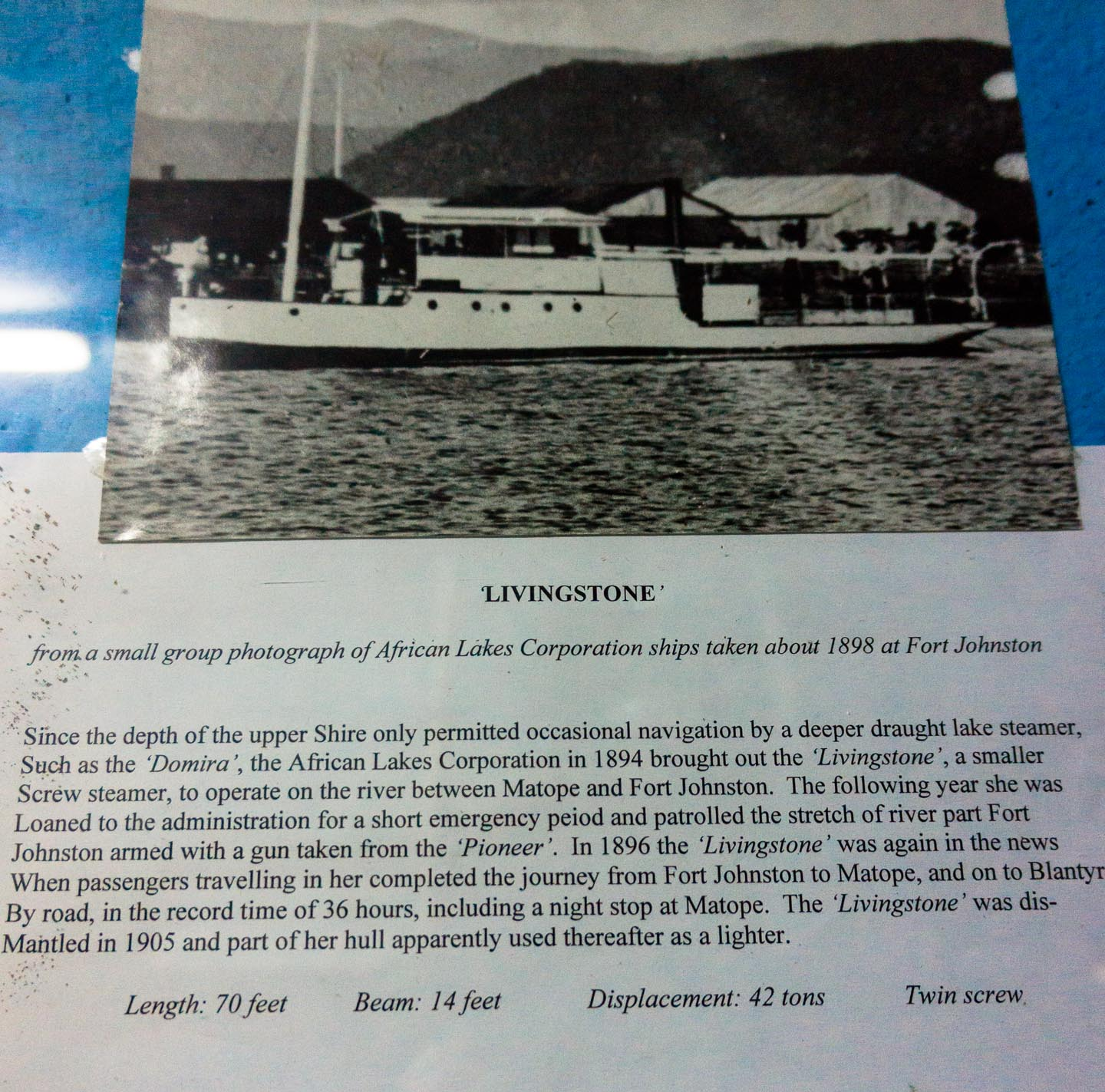
Barco Livingstone por volta de 1898
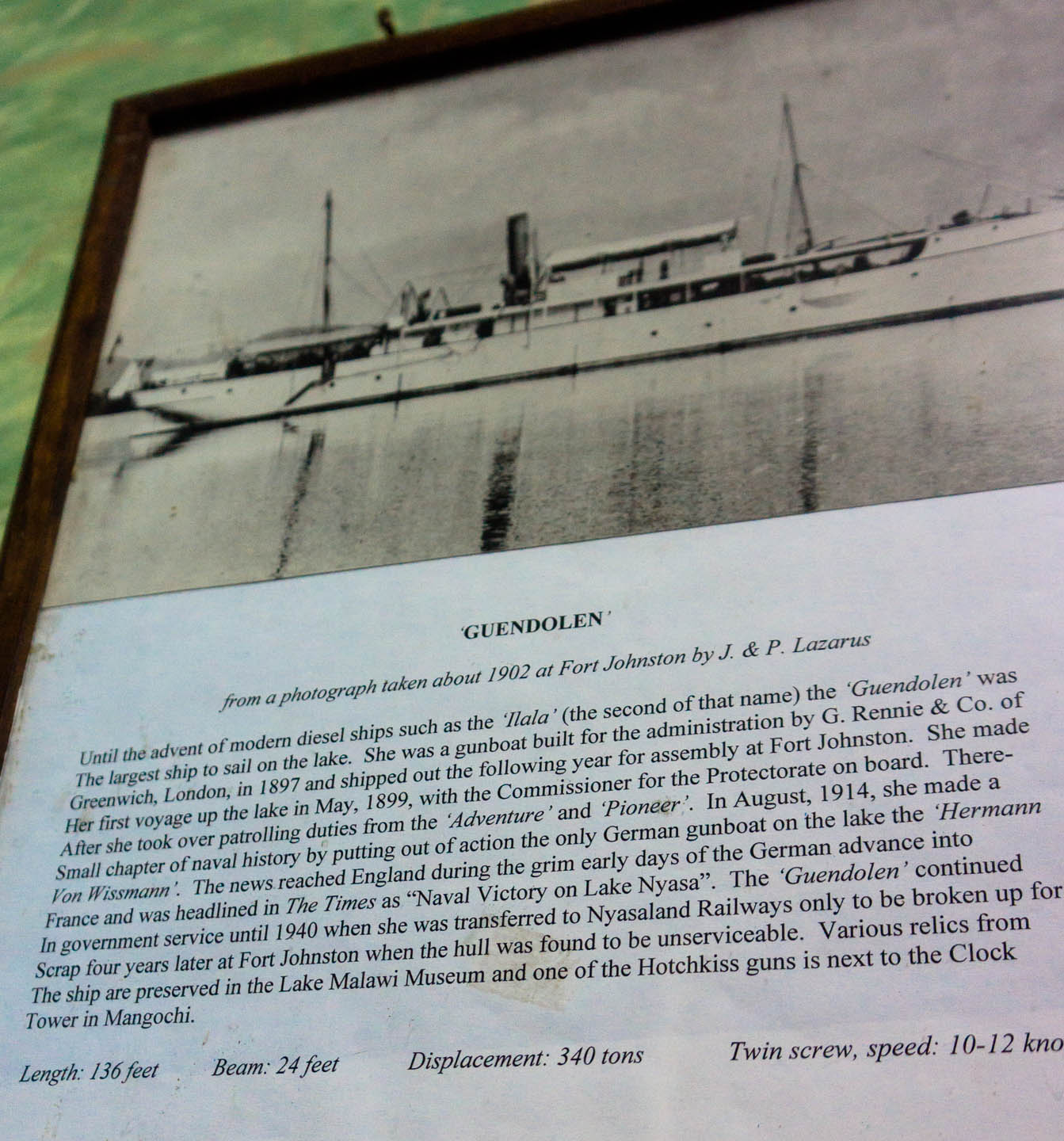
Barco Guendolen por volta de 1902
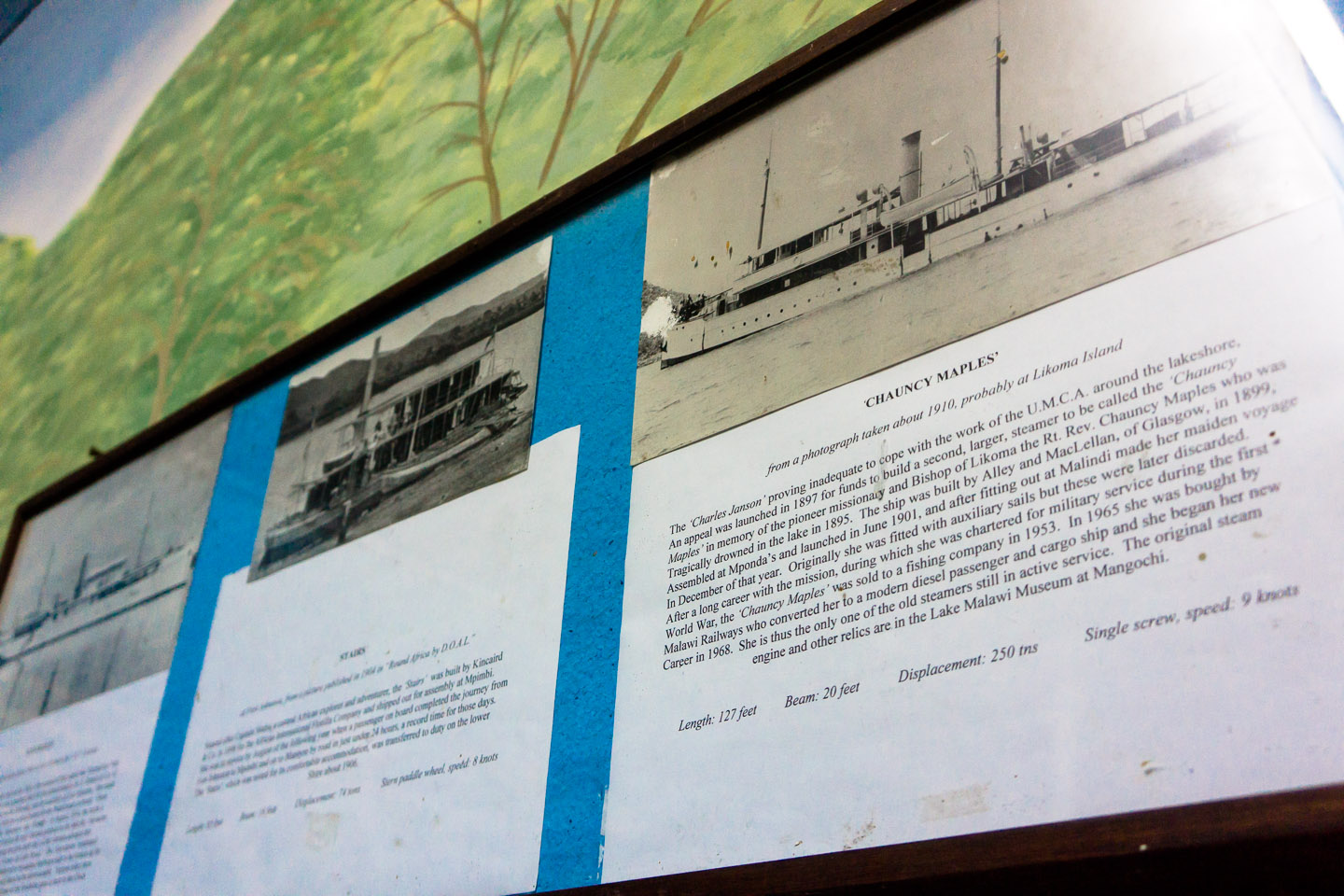
Chauncy Maples e outros barcos por volta de 1910
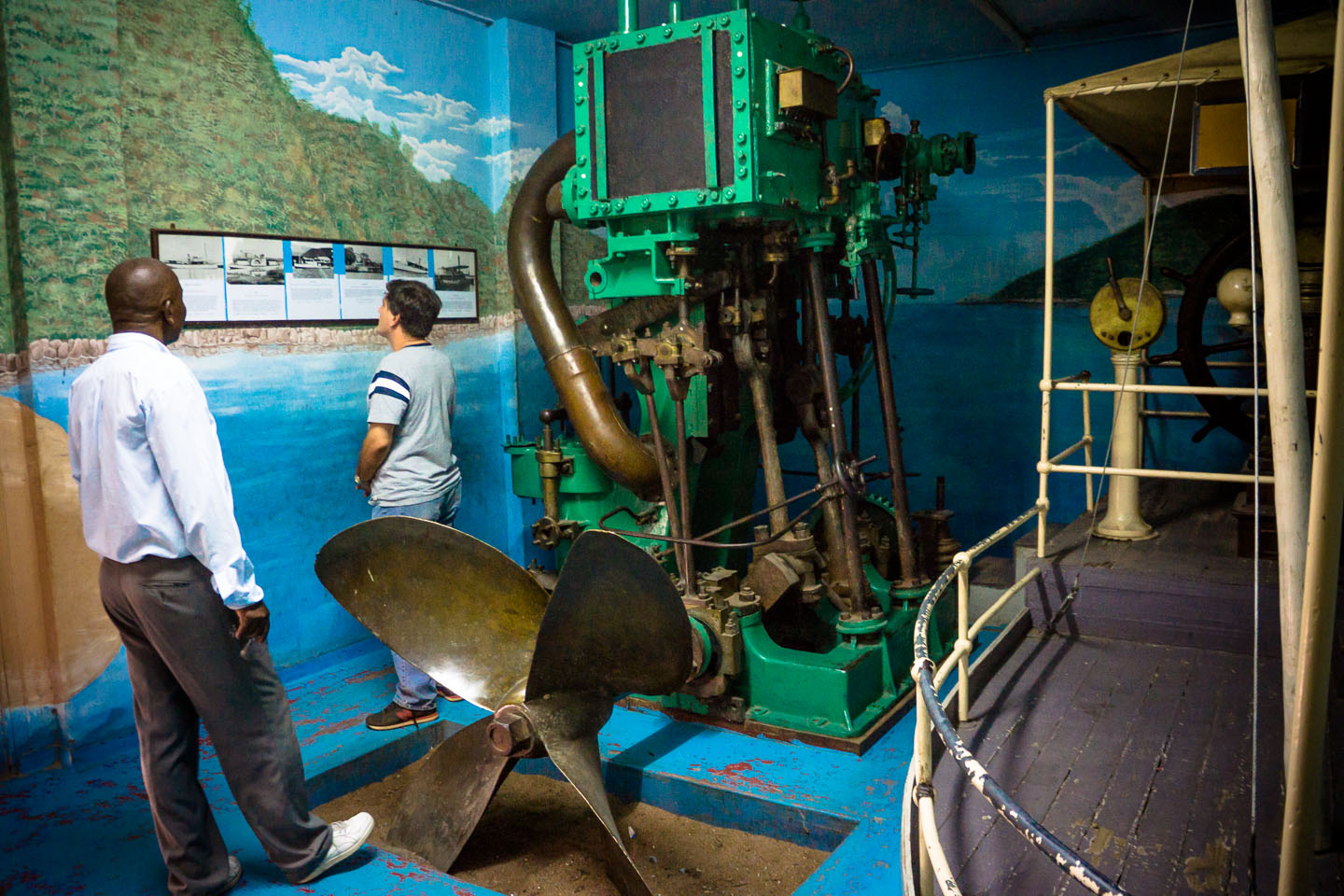
Barcos históricos do Lago Malawi